# Mauna Kea
Il Mauna Kea (in hawaiano montagna bianca) è un vulcano degli Stati Uniti d'America che si trova nello stato delle Hawaii, sull'isola che dà il nome all'arcipelago.
Alto 4207,3 m s.l.m., è il secondo vulcano più antico tra i cinque maggiori dell'isola.
La sua più recente eruzione data circa 4500 anni e oggi costituisce una bassa minaccia per le popolazioni.
È coronato da molti coni, il cui più alto è il Puʻu Wēkiu.
Dal punto di vista orografico è il rilievo montuoso più alto della Terra: misurandolo dalla base fino alla sua vetta, infatti, è alto 9330 m, dei quali più della metà sotto il livello del mare.
La sua altitudine influisce sul suo clima, considerando che la neve cade di frequente per diversi giorni all'anno; il suo nome in hawaiano è dovuto proprio a questa caratteristica, tanto che sulle sue pendici è addirittura possibile sciare.
I geologi si sono interessati a tale cima non solo per la sua straordinarietà in termini di dimensione, ma pure perché sono presenti delle tracce di antiche glaciazioni sui suoi pendii. I versanti settentrionale sopravvento e meridionale sottovento presentano una differenza significativa in termini di piogge rilevate. Un altro cono localizzato in cima ospita il lago Waiʻau, il più alto dell'intero bacino del Pacifico (3968 m s.l.m.).
La fauna e la flora sono suddivise in tre distinti piani altitudinali concentrici, il più elevato dei quali rientra nel tipo alpino. Molte specie viventi endemiche ospitate in questi ecosistemi sono a rischio per via della minaccia costituita dalle specie alloctone e dall'antropizzazione. Nel corso del Novecento, sono state istituite molte aree naturali protette con l'obiettivo di preservare questa diversità biologica.
Le risorse naturali del Mauna Kea furono sfruttate dai nativi tra il XII e il XIII secolo. In particolare, un genere di basalto molto duro estratto dalle cave realizzate dagli indigeni si dimostrava particolarmente idoneo alla realizzazione di asce. La presenza di legna e selvaggina rese possibile la sopravvivenza di comunità umane per svariati secoli. La cima della montagna, associata alle divinità della mitologia hawaiana, è considerata sacra e il suo accesso è limitato. Queste credenze riecheggiano tuttora nei canti tradizionali hawaiani. Alla fine del XVIII secolo, la colonizzazione da parte degli occidentali portò alla scomparsa di gran parte della foresta vergine per lasciare spazio a delle fattorie. La prima scalata ufficiale di cui si ha conoscenza, compiuta da J.F. Goodrich, risale al 1823, malgrado egli stesso segnalò nei suoi scritti che vi erano delle tracce sulla vetta che lasciassero intendere come qualcun altro fosse sicuramente salito in cima in passato. Nella seconda metà del Novecento fu costruita una strada carrabile che conduceva fino alla sommità del Mauna Kea. Per via della sua posizione remota, la località si presta particolarmente alla conduzione di ricerche archeologiche e soprattutto astronomiche, svolte rispettivamente dalla riserva scientifica dal centro di Onizuka, situato a 2 800 m s.l.m. e da un osservatorio internazionale situato in cima. Per quanto riguarda il campo turistico, esistono diversi percorsi escursionistici che attraversano la montagna e, nonostante l'assenza di piste progettate dall'uomo, è possibile compiere alcune discese tramite sci.

## Toponimo

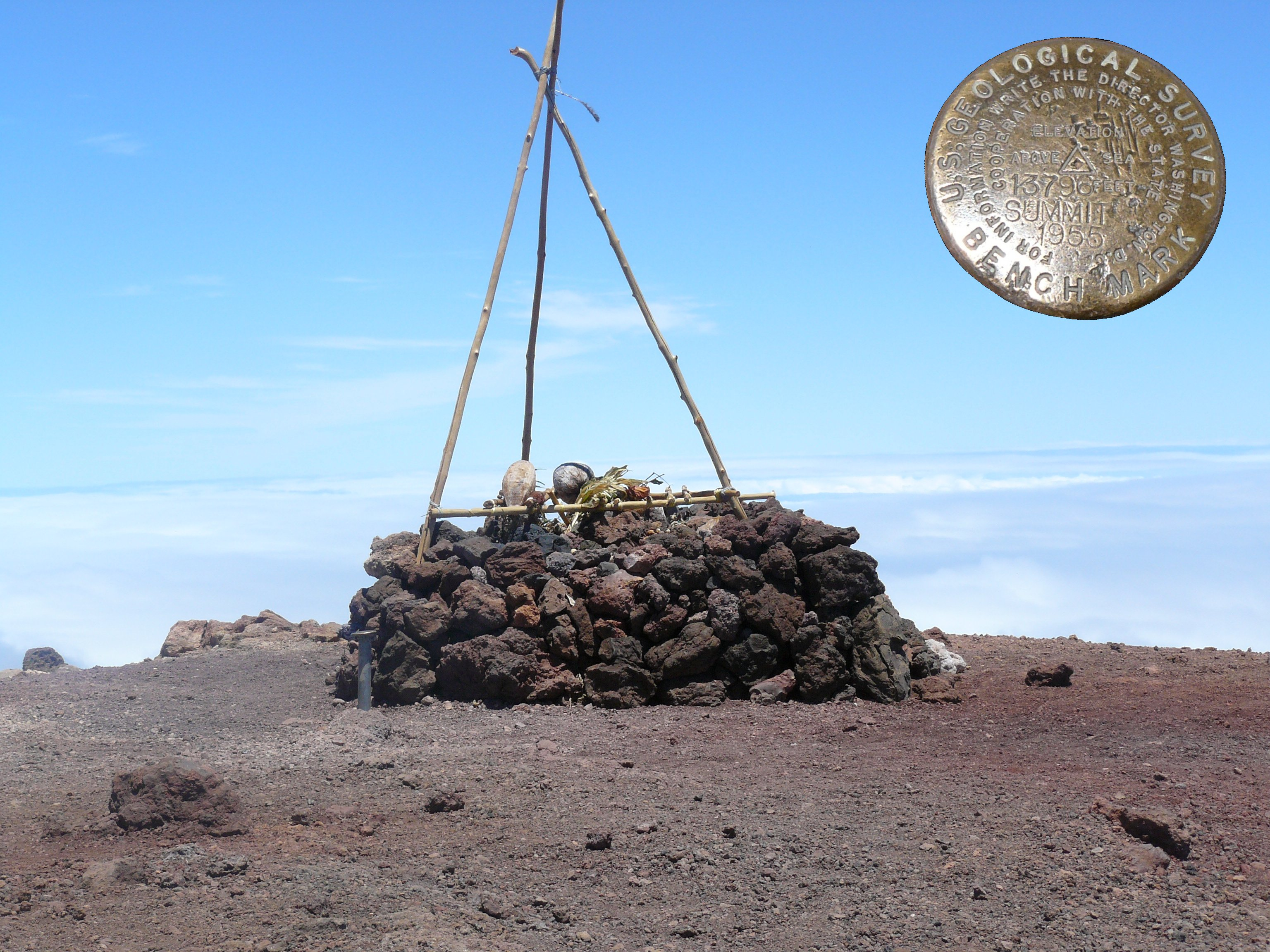
Altare hawaiano situato sul Puʻu o Kūkahauʻula, una cima del Mauna Kea. Davanti all'altare, così come a sinistra e nel riquadro di quest'immagine, si può osservare il monumento geodetico della United States Geological Survey.

Mauna Kea nasce da una contrazione della locuzione Mauna o Wākea, traducibile come "montagna di Wākea", dove Wākea indica il padre celeste e dio dei cieli hawaiano. La forma moderna, Mauna Kea, significa "montagna bianca" in hawaiano, poiché la vetta è spesso coperta da neve in inverno.
Puʻu o Kūkahauʻula è il nome tradizionale riservato alla cima del Mauna Kea, la più alta dei cinque coni vulcanici della vetta. Kū-ka-hau-ʻula significa "Kū di rugiada rossa" (in inglese Kū of red-hewed dew); Kū è un dio, amante della dea della montagna Poliʻahu. La tonalità corrisponde a un fenomeno luminoso dovuto ai raggi mattutini del Sole che splende sulla cima innevata in inverno. Questa vetta è talvolta chiamata anche Puʻu Wēkiu, Mauna Kea peak o summit cone. Kūkahauʻula a volte designa il complesso sommitale, che comprende il Puʻu Wēkiu, il Puʻu Kea, dove si trova il Canada-France-Hawaii Telescope (CFHT), e il Puʻu Hauoki, dove si trova la Infrared Telescope Facility (IRTF).
Houpo o Kāne o Ka Houpo o Kāne è una sorgente a sud-ovest della vetta, situata a 3 200 m s.l.m. Questo toponimo significa "petto (o seno) di Kāne": Kāne Milohai è considerato il più importante degli dei hawaiani.
Waiʻau è il nome con cui si designa un cono vulcanico (Puʻu Waiʻau) e il lago craterico che lo riempie (in inglese Lake Waiʻau), vicino alla parte superiore. Puʻu Poliʻahu è il nome di un altro cono vulcanico sul Mauna Kea. Poliʻahu, la dea di Mauna Kea, è raffigurata con un corpo composto da neve.

## Geografia

### Posizione geografica

Mappa topografica dell'isola di Hawaii

Il Mauna Kea si trova negli Stati Uniti, sull'isola di Hawaii (Big Island), la maggiore dell'arcipelago e dello Stato delle Hawaii. Sorge nel Nord dell'isola, a ridosso dell'Oceano Pacifico e, più nel dettaglio, a ridosso della costa di Hāmākua. Il Mauna Loa, la seconda vetta più alta dell'isola, si trova a sud; mentre il Hualālai è rivolto a sud-ovest e il Kohala a nord-ovest.
A livello amministrativo, il Mauna Kea rientra essenzialmente nella contea di Hāmākua, ma le sue pendici si estendono anche nel Kohala Meridionale e nell'Hilo Settentrionale e Meridionale. Il census-designated place di Waimea si trova a nord-ovest della montagna, quelli di Kukuihaele, Honokaa, Paauilo e Laupahoehoe a nord, mentre infine quelli di Honomu, Pepeekeo, Papaikou e Paukaa a est; quanto non rientra nelle suddivisioni appena menzionate confluisce in un'area non incorporata.
Grazie alla sua posizione isolata, all'altitudine e alla vicinanza all'equatore, è considerato il miglior sito dell'emisfero settentrionale della Terra per l'osservazione astronomica. Sulla sua sommità, a un'altezza fra i 4 100 e 4 200 metri, si trova l'osservatorio di Mauna Kea, dotato di numerosi telescopi, tra i quali alcuni dei più grandi del mondo.

### Topografia

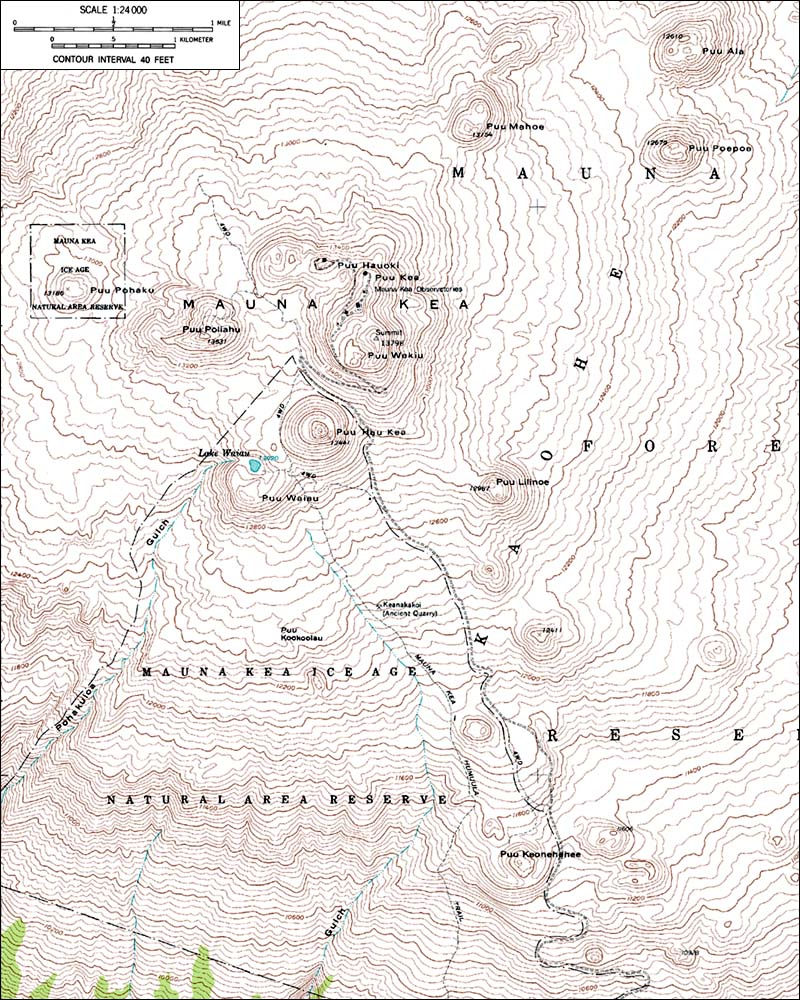
Mappa topografica realizzata dalla United States Geological Survey che mostra la vetta del Mauna Kea in scala 1:24000

Il Mauna Kea misura in termini di altezza 4 207 metri e supera di quasi quaranta metri il suo vicino, il Mauna Loa, cifra che lo rende il vulcano più alto dell'isola e il punto più elevato dell'arcipelago. Questi tratti distintivi, particolarmente insoliti per una vetta così grande, la rendono la quindicesima cima più alta del mondo per prominenza topografica. È il monte più alto della Terra se misurato rispetto alla sua base, che si trova a quasi 5 761 m sotto il livello del mare; complessivamente, quindi, il Mauna Kea si eleva per 9 968,3 m, ben 1 118 m in più dell'Everest. Ciononostante, è l'Everest a essere ritenuto detentore del primato sul pianeta, dato che le altezze si misurano dal livello del mare e non dal fondo oceanico circostante. La parte emersa del Mauna Kea occupa un'area pari a 2 380 km², ovvero il 22,8% della superficie dell'isola, e occupa un volume superiore a 30 000 km³. Come tutti i vulcani a scudo, ha pendii molto bassi a causa della bassa viscosità delle loro lave. È ricoperto da diversi coni vulcanici che svettano nel punto massimo oltre i 4 100 metri di altitudine. I nomi di questi coni, qui indicati in ordine decrescente, sono i seguenti: Puʻu o Kūkahauʻula o Puʻu Wēkiu nel loro punto massimo, Puʻu Kea (4 190 m), Puʻu Hauoki (4 164 m), Puʻu Poliʻahu (4 155 m), Puʻu Hau Kea (4 097 m), Puʻu Pohaku (4 019 m), Puʻu Waiʻau (4 017 m), Puʻu Mahoe (4 009 m), Puʻu Lilinoe (3 958 m), Puʻu Poepoe (3 865 m), Puʻu Ala (3 844 m), Puʻu Makanaka (3 784|m), Puʻu Hoaka (3 680 m) o anche Puʻu ʻulaʻula (3 616 m).
Il cono vulcanico di Puʻu Waiʻau, a sud-ovest della vetta, ospita il lago Waiʻau che è il settimo più alto degli Stati Uniti e il più alto del bacino pacifico: si trova a 3 969 m s.l.m. Unico lago montano dell'arcipelago, si estende per soli 7 300 m² e ha una profondità massima di tre metri.
La datazione al radiocarbonio dei campioni prelevati alla base del lago indicano che lo specchio d'acqua si liberò dal ghiaccio a partire da 12 600 anni fa. Le lave hawaiane sono tipicamente permeabili e generalmente impediscono la formazione di corpi idrici a causa delle infiltrazioni. L'eccezione del lago Waiʻau è stata resa possibile dalla trasformazione della cenere vulcanica in argilla a bassa permeabilità in presenza di vapori di zolfo, oppure in alternativa dalla finezza della cenere risultante dalle eruzioni freato-magmatiche e dall'interazione tra magma e falde sotterranee, che potrebbero aver formato ceneri particolarmente fini che hanno conferito maggiore impermeabilità al fondale del lago.

### Geologia

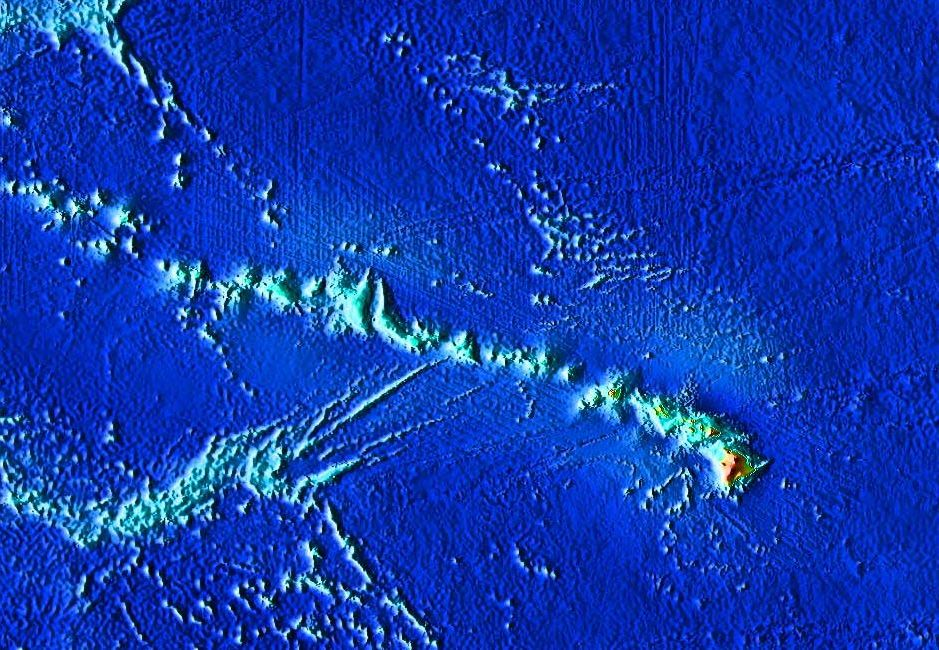
Mappa della catena sottomarina Hawaii-Emperor. L'isola di Hawaii è la più grande e la più orientale.

Nato direttamente sopra il punto caldo che alimenta gli altri vulcani dell'isola di Hawaii, il Mauna Kea è il vulcano responsabile della formazione delle altre isole, delle montagne sottomarine dell'arcipelago hawaiano e della catena sottomarina Hawaii-Emperor. Il Mauna Kea è il quarto vulcano più antico e più attivo dell'isola, sulla quale solo il Kohala è considerato estinto.
Questo punto caldo si contraddistingue per via della formazione di un magma molto povero di silice, caratteristica che comporta il riversamento, durante le eruzioni, di lava basaltica estremamente fluida, di solito del tipo a corda o AA. È per questa ragione che il Mauna Kea ha la sua tipica forma di vulcano a scudo, con pendenze molto basse e regolari. In maniera estremamente sintetica, si può dire che i flussi di lava del Mauna Kea hanno sommerso in parte quelli dei suoi vicini, in quanto si tratta del vulcano più alto. A sua volta, il Mauna Kea custodisce i resti di antiche colate laviche causate dal Kohala a nord-ovest e qualche traccia del Mauna Loa a sud. Le più antiche fessure vulcaniche collocate sui fianchi non sono oggi visibili, in quanto sommerse da quando il Mauna Kea è entrato nella sua fase di post-scudo. L'Hilo Ridge, un'importante zona sotterranea di rift a est della vetta, è stata a lungo considerata frutto dell'attività vulcanica del Mauna Kea; di recente si è scoperto che essa si deve invece al Kohala ed è stata interessata da colate laviche più recenti sversate dal Mauna Kea. Il Mauna Loa e il Mauna Kea sono così massicci che hanno deformato e fatto sprofondare il fondale oceanico sottostante di almeno sei chilometri di profondità.

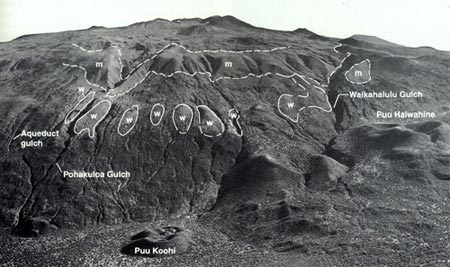
Un'immagine che mostra le cicatrici lasciare dalle glaciazioni sul Mauna Kea; la "m" simboleggia le morene, la "w" le tilliti

Il Mauna Kea è l'unico vulcano hawaiano che presenta delle tracce di glaciazioni di epoca passata. Tali segni probabilmente esistevano anche sul Mauna Loa, ma sono stati coperti dalle varie colate laviche. Nonostante la posizione tropicale dell'isola, il calo di un grado della temperatura durante le diverse ere glaciali potrebbe aver consentito alla neve di persistere in vetta in estate, determinando la formazione di una calotta glaciale. Sono stati individuati tre distinti episodi glaciali avvenuti durante il Pleistocene, ovvero il Pōhakuloa tra 180 000 e 130 000 anni fa, il Wāihu tra 80 000 e 60 000 anni fa e infine la Mākanaka tra 40 000 e 13 000 anni fa. I segni delle glaciazioni si desumono dalla pesante erosione della vetta, in particolare per via delle morene e di un anello di tilliti sui lati superiori della montagna. Alcuni coni vulcanici si sono formati durante le eruzioni subglaciali avvenute in concomitanza della Mākanaka, la maggior parte dei quali in gran parte successivamente smantellata dall'azione dei ghiacci. La datazione al carbonio-14 di campioni prelevati dalla base del lago Waiʻau lascia intendere che questo specchio era privo di ghiaccio 12 600 anni fa. Al momento della loro massima avanzata, i ghiacciai si estendevano dalla vetta fino a un limite compreso tra 3 200 e 3 800 metri di altitudine. Una piccola area di permafrost di diametro inferiore a 25 metri è stata scoperta sulla vetta prima del 1974 e potrebbe essersi mantenuta fino all'inizio del terzo millennio. Profonde gole, attraversate da ruscelli di acqua e dalla neve che si scioglie dopo l'inverno, si rintracciano nei pressi della vetta. Sul lato sopravento, l'acqua di ruscellamento portata dagli alisei ha accelerato l'erosione in modo simile al Kohala.

Schema di un'eruzione di tipo hawaiano: 1: Pennacchio di cenere, 2: Fontana di lava, 3: Cratere, 4: Lago di lava, 5: Fumarole, 6: Flusso di lava, 7 Strati di lava e cenere, 8: Strato, 9: Soglia, 10: Camino, 11: Camera magmatica, 12: Dicco

Non era conosciuta la presenza di acqua artesiana sull'isola di Hawaiʻi fino al 1993, quando una trivellazione effettuata dall'Università di Hawaiʻi ha scoperto una falda a più di 300 metri al di sotto del livello del mare e che si estendeva per più di 100 m rispetto alla profondità totale scavata dalla trivella. Quest'ultima aveva attraversato uno strato compatto di terreno e lava, dove le colate del Mauna Loa avevano sommerso la superficie esposta di Mauna Kea ed erano successivamente finite al di sotto del livello del mare. La composizione isotopica dimostra che l'acqua presente risulta il frutto di piogge cadute sul Mauna Kea a più di 2 000 m di altezza sul livello medio del mare. La presenza della falda acquifera è attribuita a una porzione d'acqua dolce all'interno della lente basale del Mauna Kea. Gli scienziati ritengono che nella lente d'acqua dolce di Mauna Kea ci possa essere più acqua di quanta ne indichino le rilevazioni più recenti. Nel 2012, sono state effettuate altre due trivellazioni sul Mauna Kea, durante le quali è stata trovata dell'acqua a quote molto più alte e a profondità inferiori rispetto a quanto previsto. Donald Thomas, direttore del Centro per lo studio dei vulcani attivi dell'Università delle Hawaii, ritiene che questa scoperta dovrebbe essere tenuta in grande considerazione per le strutture situate sul vulcano ad alta quota, affermando che: «Quasi tutte queste attività dipendono dalla disponibilità di acqua potabile che, nella maggioranza dei casi, deve essere trasportata tramite la Saddle Road da Waimea o da Hilo; si tratta di un processo inefficiente e costoso che consuma una quantità non trascurabile dei nostri risicati combustibili liquidi».

### Clima

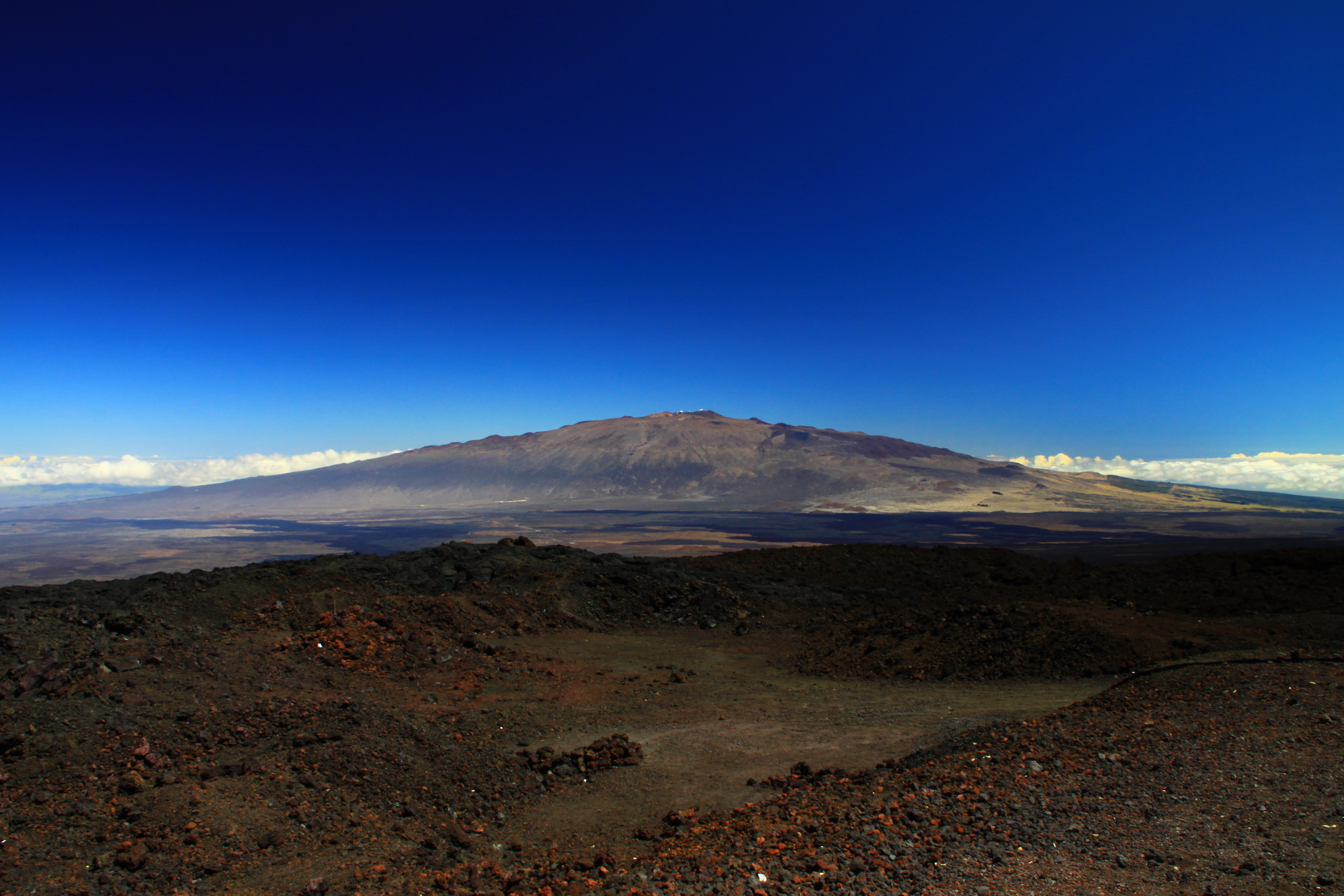
Il Mauna Kea visto dal Mauna Loa

Sull'arcipelago delle Hawaii, che si trova a cavallo del Tropico del Cancro, gli alisei soffiano da est a ovest. Il gradiente di precipitazioni del Mauna Kea varia sensibilmente su una distanza molto breve: sono più di 5 000 i millimetri che cadono in media all'anno nella Riserva faunistica nazionale della foresta di Hakalau sul versante sopravento, mentre la stazione di Pōhakuloa, situata 15 km a sud-sudovest dalla vetta e a 1 800 m di altitudine sull'altopiano tra il Mauna Loa e il Mauna Kea, fa registrare 360 mm all'anno. È il fenomeno dell'ombra pluviometrica a spiegare una tale differenza: il versante nord-est del vulcano è infatti esposto al vento anabatico, con il risultato che l'aria riesce facilmente a condensare. La vetta, situata al di sopra dello strato di inversione termica che separa le masse d'aria marittime inferiori dalle masse d'aria atmosferiche superiori, è del tutto spoglia. Le precipitazioni non superano i 200 mm, ma spesso si palesano sotto forma di neve, a volte anche in estate. Il Puʻu Hau Kea, localizzato a 4 097 m s.l.m., il cui nome significa "collina di neve bianca", è spesso il primo cono vulcanico ricoperto di neve e l'ultimo su cui l'acqua allo stato solido si scioglie completamente. A mano a mano che si sale di quota l'aria si fa più rarefatta, ma la visibilità resta sempre buona.
In vetta le temperature possono avere un'escursione compresa tra quindici e venti gradi tra il giorno e la notte e superano i 15 °C durante il pomeriggio in estate, ma sono appena al di sopra dello zero in inverno. L'acqua congela di notte per tutto il corso dell'anno.
Le onde orografiche sono facilmente osservabili al di sopra dei rilievi dell'isola, generate dal Mauna Kea e dal Mauna Loa. I venti risultanti sono chiamati hau in lingua hawaiana e possono eccezionalmente provocare la formazione di altocumuli lenticolari. La circolazione atmosferica può essere interessata fino all'Asia. Durante le tempeste, i venti possono raggiungere i 160 km/h; il primato registrato risale all'11 febbraio 1996, quando si sono raggiunti i 198 km/h.
| Bollettino meteorologico dell'Osservatorio di Mauna Kea (4 205 m s.l.m.) tra il 1972 e il 1982 | Mesi        | Mesi         | Mesi        | Mesi        | Mesi         | Mesi        | Mesi        | Mesi        | Mesi        | Mesi        | Mesi        | Mesi        | Stagioni | Stagioni | Stagioni | Stagioni | Anno  |
| Bollettino meteorologico dell'Osservatorio di Mauna Kea (4 205 m s.l.m.) tra il 1972 e il 1982 | Gen         | Feb          | Mar         | Apr         | Mag          | Giu         | Lug         | Ago         | Set         | Ott         | Nov         | Dic         | Inv      | Pri      | Est      | Aut      | Anno  |
| ---------------------------------------------------------------------------------------------- | ----------- | ------------ | ----------- | ----------- | ------------ | ----------- | ----------- | ----------- | ----------- | ----------- | ----------- | ----------- | -------- | -------- | -------- | -------- | ----- |
| T. max. media (°C)                                                                             | 5,6         | 6,8          | 4,7         | 3,8         | 9,3          | 9,9         | 10,9        | 9,9         | 10,2        | 9,1         | 8,7         | 6,8         | 6,4      | 5,9      | 10,2     | 9,3      | 8,0   |
| T. media (°C)                                                                                  | 1,7         | 2,8          | 1,0         | 0,3         | 4,7          | 4,3         | 4,7         | 4,7         | 4,9         | 3,8         | 3,7         | 2,4         | 2,3      | 2,0      | 4,6      | 4,1      | 3,3   |
| T. min. media (°C)                                                                             | −3,2        | −2,6         | −4,0        | −3,2        | −0,1         | −1,4        | −1,2        | −0,6        | −0,3        | −1,4        | −1,6        | −1,9        | −2,6     | −2,4     | −1,1     | −1,1     | −1,8  |
| T. max. assoluta (°C)                                                                          | 12,8 (1979) | 13,3 (1977)  | 12,2 (1981) | 12,8 (1981) | 15,0 (1981)  | 14,4 (1979) | 23,9 (1978) | 13,9 (1979) | 15,6 (1979) | 15,0 (1978) | 12,2 (1979) | 12,8 (1979) | 13,3     | 15,0     | 23,9     | 15,6     | 23,9  |
| T. min. assoluta (°C)                                                                          | −7,2 (1979) | −11,1 (1977) | −7,8 (1981) | −7,8 (1979) | −11,1 (1979) | −5,0 (1981) | −5,6 (1979) | −8,3 (1979) | −5,0 (1979) | −6,7 (1979) | −6,7 (1978) | −8,3 (1981) | −11,1    | −11,1    | −8,3     | −6,7     | −11,1 |
| Precipitazioni (mm)                                                                            | 0,0         | 0,0          | 0,0         | 0,0         | 0,0          | 0,0         | 0,0         | 0,0         | 0,0         | 0,0         | 0,0         | 0,0         | 0,0      | 0,0      | 0,0      | 0,0      | 0,0   |
| Giorni di pioggia                                                                              | 2           | 1            | 4           | 3           | 2            | 1           | 2           | 3           | 3           | 4           | 3           | 2           | 5        | 9        | 6        | 10       | 30    |

### Ambiente naturale

Mappa degli ecosistemi originari dell'isola di Hawaii

Mappa degli attuali ecosistemi dell'isola di Hawaii

L'isolamento geografico dell'arcipelago hawaiano ha fortemente influenzato il suo ecosistema. La posizione remota ha infatti favorito un alto tasso di endemismi, ossia la presenza di specie che non si trovano in nessun'altra parte del mondo. L'ampia speciazione ha reso gli esseri viventi locali particolarmente vulnerabili, soprattutto per colpa delle specie alloctone. Inoltre, la flora e la fauna delle Hawaii sono minacciate dall'antropizzazione e da pratiche quali il disboscamento per l'agricoltura; circa un terzo delle specie endemiche dell'isola si sono già purtroppo estinte. La colonizzazione occidentale all'inizio dell'Ottocento ebbe effetti molto negativi sull'ambiente, con le foreste della zona pedemontana che furono convertite in vasti appezzamenti agricoli. Su quote maggiori, la proliferazione di mammiferi ungulati tornati allo stato selvatico indebolì i suoli accelerando l'erosione. Il numero di specie autoctone sull'isola è oggi stimato in circa 1 000, rispetto alle oltre 4 600 specie introdotte dall'uomo.
Grazie alla sua altitudine, il Mauna Kea presenta la maggiore diversità ecologica di tutto l'arcipelago. I suoi ecosistemi, soggetti a notevoli differenze termiche e pluviometriche, formano cerchi concentrici intorno alla sua cima. Si possono suddividere grossolanamente tre distinti piani altitudinali, uno alpino-subalpino, uno montano e uno tropofilo.

#### Piano alpino

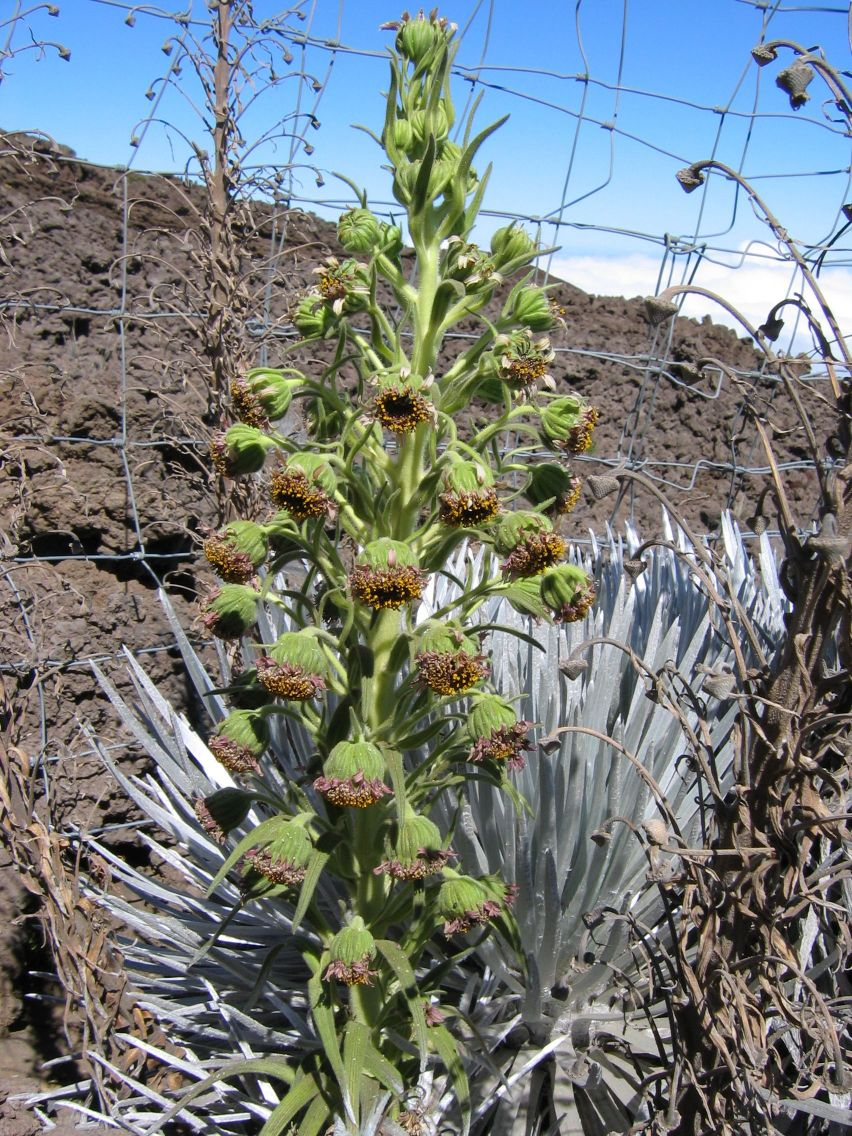
Fotografia di un esemplare di Argyroxiphium sandwicense subsp. sandwicense in un piccolo recinto di protezione dagli ungulati, vicino alla pista carrozzabile nei pressi la vetta

La cima del Mauna Kea si trova al di sopra della linea degli alberi e consiste principalmente di roccia vulcanica e prati erbosi. Questa ecoregione, soggetta a forti nevicate e relativamente inospitale per la flora, è detta degli arbusteti tropicali alti delle Hawaii (Hawaiian tropical high shrublands). La crescita delle piante è rallentata dal freddo estremo, dalla breve stagione di crescita, dalle scarse precipitazioni e dalla neve durante l'inverno. La mancanza di suolo ritarda la crescita delle radici, rende difficile l'assorbimento dei nutrienti e conferisce all'area una capacità molto bassa di trattenere l'acqua.
Le specie vegetali specifiche di questo piano sono la Styphelia tameiameiae, il tarassaco comune (Taraxacum officinale, detto localmente in hawaiano laulele), il Tetramolopium humile (localmente detto pāmakani), l'Agrostis sandwicensis, il paleo odoroso (Anthoxanthum odoratum), il Trisetum glomeratum (localmente detto pili uka), la fienarola annuale Poa annua), il grespino comune (Sonchus oleraceus) e il Coprosma ernodeoides (localmente detto kūkaenēnē). Una specie particolarmente degna di nota è l'Argyroxiphium sandwicense subsp. sandwicense (localmente noto come ʻāhinahina), endemica e in pericolo critico di estinzione, che cresce nei deserti di cenere vulcanica di alta quota. Ridotta temporaneamente a una popolazione di cinquanta piante, si pensava che questa specie si fosse adattata in modo esclusivo al piano alpino; tuttavia, gli studi hanno dimostrato che vi fu costretta per via della pressione del bestiame, riuscendo solo di recente a tornare a ricrescere su quote più basse.
Il Nysius wekiuicola (localmente detto wēkiu), un artropode di piccole dimensioni, si nutre di carcasse di insetti morti trasportate sulla cima del Mauna Kea dai venti di risalita e depositate sulle nevi. Si tratta di una fonte di cibo insolita per un genere composto da insetti abituati a nutrirsi principalmente di semi. Il Nysius wekiuicola è in grado di sopravvivere ad altitudini superiori ai 4 200 m s.l.m., grazie a una particolare proteina antigelo presente nel suo sangue. Questo piccolo animale rimane sotto una superficie isolata per la maggior parte del tempo. Il suo stato di conservazione è incerto, poiché gli effetti degli osservatori astronomici situati sul vulcani in relazione alla specie sono ancora poco conosciuti; gli studi in merito sono stati avviati nel 1980. Il Nysius aa è strettamente imparentato con il Nysius wekiuicola e si trova sul Mauna Loa, dove occupa la stessa nicchia ecologica. In questo ecosistema sono stati osservati anche i ragni-lupo (Lycosidae) e il bruco della tenda della foresta (Malacosoma disstria), di cui il primo sopravvive nascondendosi sotto rocce attraverso cui passa calore, mentre il secondo sopravvive grazie a sostanze chimiche resistenti al freddo presenti nel suo corpo.

#### Piano montano

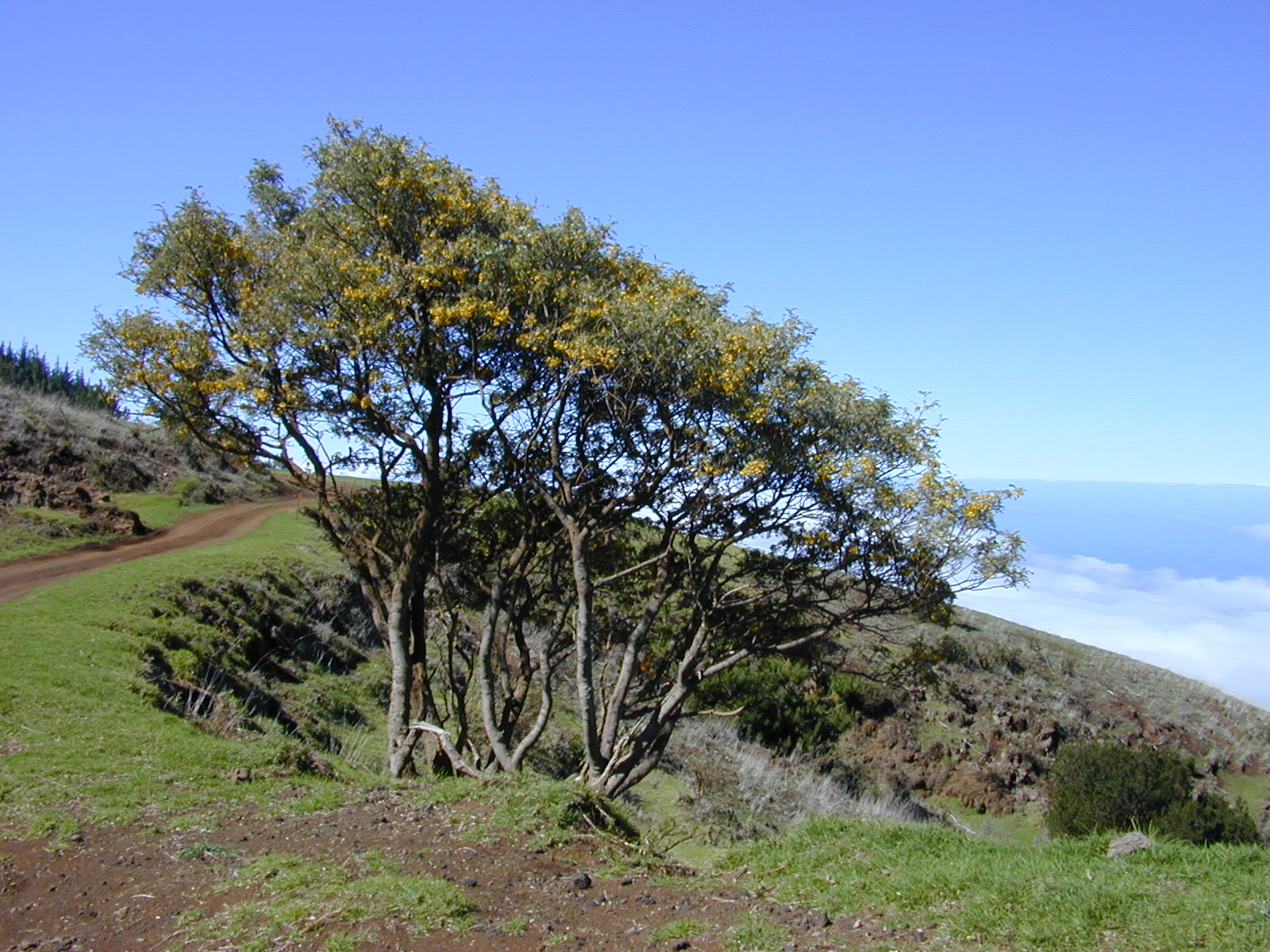
Una Sophora chrysophylla sull'isola di Maui

L'area boschiva più alta del Mauna Kea, situata tra 2 000 e 3 000 metri, è dominata dalle specie di Sophora chrysophylla (localmente detta māmane) e Myoporum sandwicense (naio), entrambe endemiche; per questo motivo viene anche chiamata «foresta di māmane-naio». I semi della Sophora chrysophylla e i frutti del Myoporum sandwicense costituiscono il cibo preferito dagli uccelli che vivono in quest'area, in particolare del crociere hawaiano (Loxioides bailleui, localmente detto palila). Un tempo era presente sulle pendici del Mauna Kea, del Mauna Loa e dell'Hualālai, ma ora è confinata in un'area ridotta al 10% delle sue dimensioni originarie ed è stata dichiarata in pericolo di estinzione.
La minaccia più grave per l'ecosistema è rappresentata dal pascolo delle pecore, dei bovini e delle capre introdotte sull'isola alla fine del XVIII secolo. La coabitazione di questi ungulati tornati allo stato selvatico con il bestiame domestico divenne così insostenibile che negli anni 1920 fu adottato un programma di eradicazione rimasto in vigore fino al 1949. Una delle conseguenze della creazione di zone di pastura riguardò l'aumento di specie endemiche e introdotte di piante erbacee e legnose resistenti al pascolo. Questi animali vennero praticamente eradicati negli anni 1950, quando la loro popolazione non andava oltre le poche centinaia di individui. Tuttavia, l'afflusso di cacciatori locali portò a un nuovo inserimento di queste specie selvatiche come selvaggina. Così, nel 1959, il Department of Land and Natural Resources delle Hawaii, l'ente amministrativo incaricato della conservazione e della gestione del territorio, cambiò la sua politica in un programma di monitoraggio continuo per facilitare questa pratica.
Il muflone (Ovis aries orientalis) giunse sull'isola tra il 1962 e il 1964, mentre il piano di introduzione del cervo pomellato (Axis axis) fu infine cancellato esclusivamente a causa delle proteste degli agricoltori, i quali sostenevano all'epoca che avrebbe potuto danneggiare le colture di cereali e diffondere malattie. I cacciatori reagirono e l'acceso dibattito innescatosi tra i due contendenti portò a una crescente consapevolezza del problema ambientale da parte dell'opinione pubblica. In occasione della realizzazione delle strutture astronomiche, i movimenti ambientalisti chiesero di proteggere l'ecosistema del vulcano. Si propose un piano finalizzato a recintare il 25% delle foreste a scopo protettivo e a lasciare il restante 75% aperto alla caccia. Nonostante l'opposizione degli ambientalisti, questa proposta trovò piena attuazione. Tuttavia, quando vennero effettuare le divisioni tra le due aree, non si stanziò alcuna somma di denaro atta alla costruzione della recinzione. Mentre era in corso la controversia, fu approvato nel 1973 l'Endangered Species Act. La Società Nazionale Audubon e il Sierra Club Legal Defense Fund intentarono una causa contro il Dipartimento del Territorio e delle Risorse Naturali, sostenendo che stava violando la legge federale. Il caso divenne noto nel 1978 come "Palila v. Hawaii Department of Land and Natural Resources". La corte si pronunciò a favore dei querelanti nel 1981, confermando la preminenza della legge federale sul controllo statale della fauna selvatica. Come sanzione per via della violazione dell'Endangered Species Act, lo Stato delle Hawaii fu costretto a sopprimere definitivamente tutti gli ungulati selvatici dalla montagna. L'abbattimento di massa eliminò la maggior parte degli animali, almeno temporaneamente. Da allora è tuttora in atto un programma di regolamentazione della fauna, malgrado non sia stato condotto con sufficiente rigore per consentire la rigenerazione dell'ecosistema māmane-naio. Molte specie ed ecosistemi dell'isola, in particolare il Mauna Kea, rimangono minacciati a causa della presenza dell'uomo e di piante o animali alloctoni.

#### Piano tropofilo

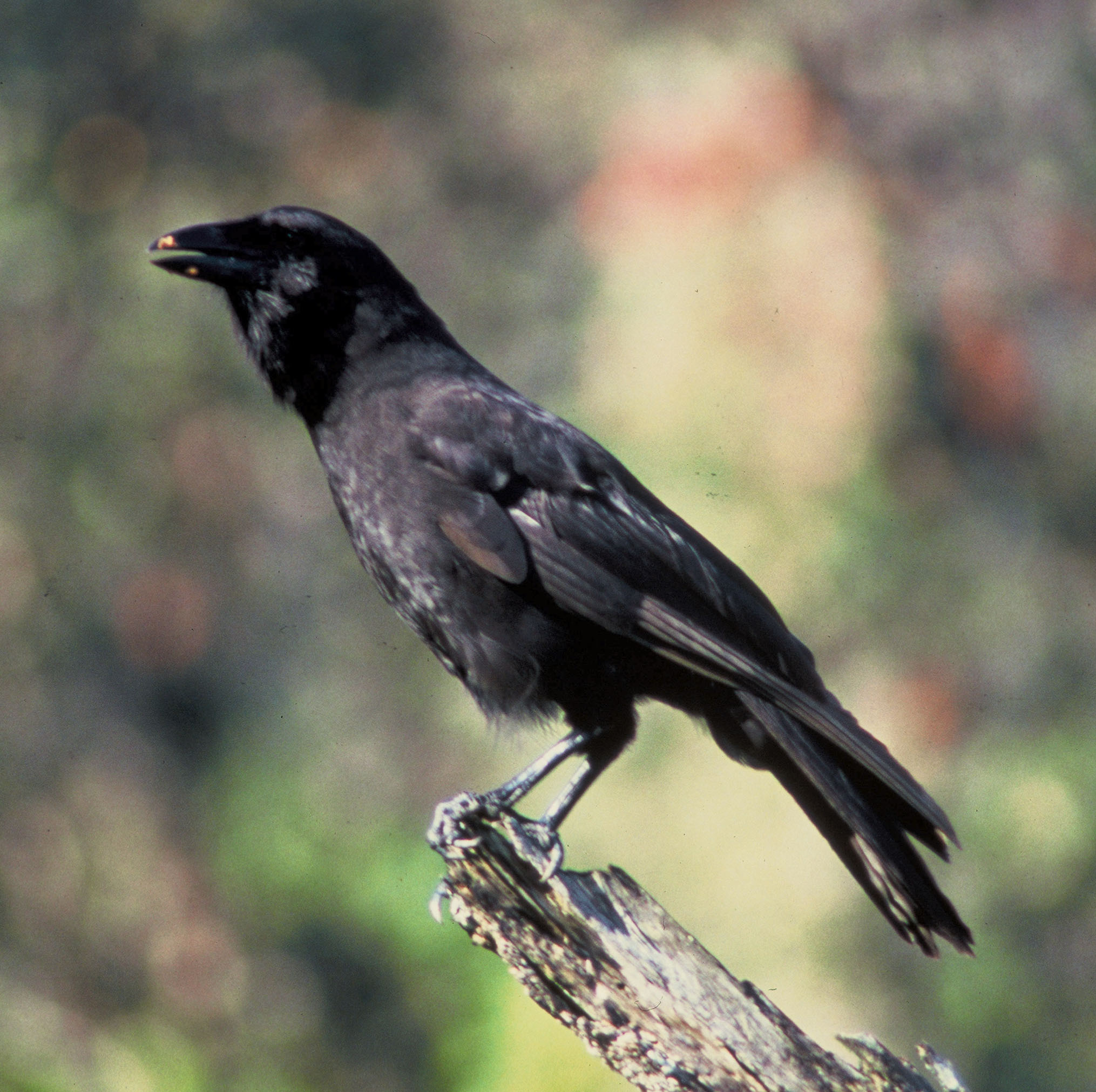
Un corvo delle Hawaii (Corvus hawaiiensis, localmente detto ʻalalā), una specie ufficialmente estinta in natura ma che potrebbe beneficiare dei piani di reintroduzione nel Rifugio faunistico naturale della foresta di Hakalau

L'antica foresta di koa-ʻōhiʻa, che prende il nome dagli alberi di koa (Acacia koa) e di Metrosideros polymorpha, è stata sostituita sulle pendici inferiori del Mauna Kea da terreni agricoli. La sua distruzione è una conseguenza dell'insediamento europeo-americano, evento a cui seguì una vasta deforestazione compiuta negli anni 1830 per produrre legname. La maggioranza delle case dell'isola era allora costruita in legno di koa. Inoltre, vaste aree di foresta vennero bruciate per essere sostituite da piantagioni di canna da zucchero. Gli alberi rimanenti furono utilizzati per alimentare caldaie a legna per l'industria e il riscaldamento domestico. La foresta era quasi scomparsa al crepuscolo dell'Ottocento, mentre al volgere del XX secolo le fattorie furono trasferite a Hualālai, sulla costa occidentale dell'isola, e a Maui. Con il crollo dell'industria dello zucchero negli anni 1990, il grosso delle terre rimase incolto, ma alcuni appezzamenti vennero convertiti in zone di pascolo, in piccole fattorie o in piantagioni di eucalipto da cui si ricava la polpa utilizzata nella produzione della carta.
Tra le specie di uccelli endemici del piano tropofilo vi sono il corvo delle Hawaii (Corvus hawaiiensis, localmente detto ʻalā), l'akepa di Hawaii (Loxops coccineus, localmente detto ʻakepa), il Manucerthia mana, l'akiapolaau (Hemignathus munroi, appunto ʻakiapōlāʻau) e la poiana delle Hawaii (Buteo solitarius), tutte specie minacciate o vulnerabili.

## Storia

### Epoca antica

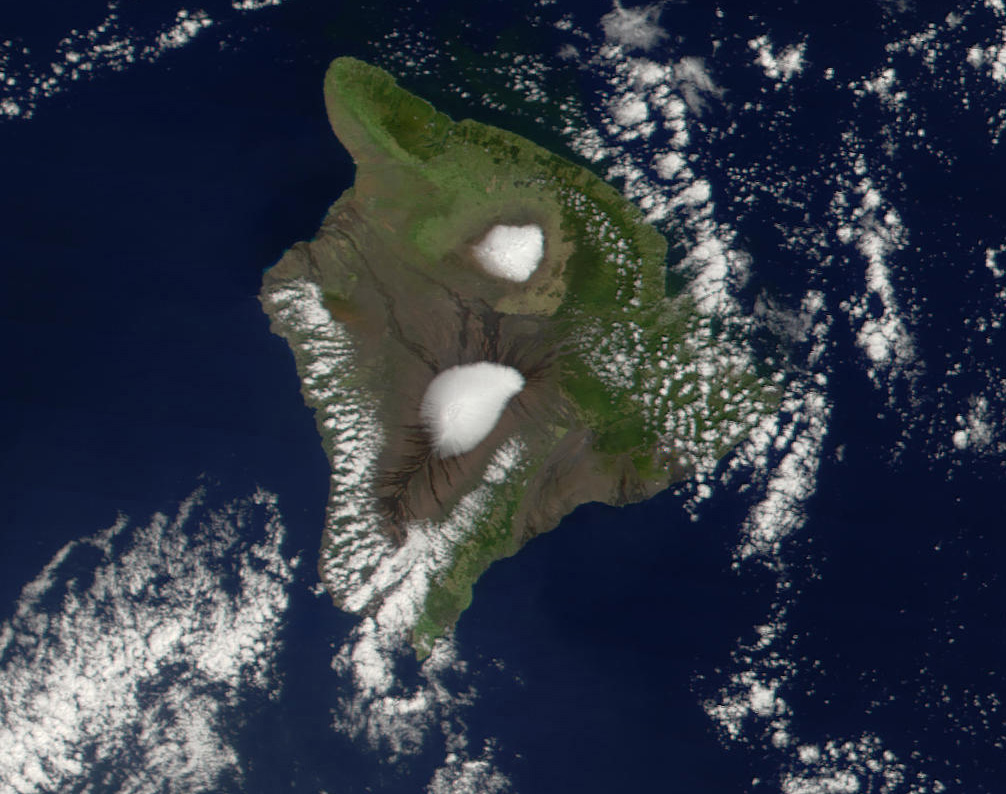
Immagine satellitare del Mauna Loa (la vetta innevata meridionale) e del Mauna Kea (quella settentrionale)

Le prime comunità umane stabilitesi lungo le coste dell'isola delle Hawaii furono verosimilmente attratte dall'abbondante presenza di cibo e acqua potabile. Le tribù si stabilirono nell'entroterra, nell'area di Mauna Loa e Mauna Kea nel XII secolo e all'inizio del XIII secolo. Le scoperte archeologiche dimostrano che queste regioni erano particolarmente apprezzate per la presenza di selvaggina, la raccolta di pietre utili alla fabbricazione di utensili e forse per ragioni spirituali o legate all'astronomia. Le lussureggianti foreste di montagna ospitavano piante, animali e materiali idonei alla costruzione di ripari stabili. Gli uccelli corridori, che in precedenza non avevano conosciuto predatori, divennero una fonte di cibo primaria per i nativi.
La colonizzazione dell'arcipelago delle Hawaii causò importanti cambiamenti all'ecosistema e molte specie ornitologiche si estinsero. Gli antichi hawaiani causarono anche un'accelerazione dell'erosione. L'ecosistema delle foreste di pianura fino ad allora dominante lasciò il posto a distese di erba o di piante a basso fusto. Alcuni di questi cambiamenti furono causati da alcuni incendi; tuttavia, la causa principale dell'estinzione degli uccelli si dovette all'introduzione del ratto del Pacifico (Rattus exulans).
Dall'inizio del XII secolo, gli indigeni stabilirono, sulla parte alta della montagna, delle cave per estrarre il basalto eccezionalmente denso prodotto dal rapido raffreddamento della lava durante le eruzioni subglaciali, da utilizzare per la fabbricazione di asce. Inoltre, il vetro vulcanico e il gabbro venivano raccolti per realizzare lame e arpioni, mentre il legno di māmane (Sophora chrysophylla) era gradito per la realizzazione di manici. All'apice dell'attività estrattiva, dopo il XV secolo, vennero allestite delle strutture separate per il taglio grezzo e per quello fine. I rifugi fornivano cibo, acqua e legna per il fabbisogno giornaliero di chi lavorava e si allestirono inoltre delle rudimentali forge per la raffinazione del prodotto finito. Il lago Waiʻau forniva acqua potabile e i capitribù solevano immergere il cordone ombelicale dei neonati nelle sue acque per dare loro la forza della montagna. Lo sfruttamento della cava diminuì tra questo periodo e i primi contatti con gli occidentali. Tra i rituali legati alla cava, i lavoratori eressero dei santuari dedicati alle loro divinità; la maggior parte di essi, insieme a vari manufatti, oggi è custodita all'interno della Riserva naturale statale di Mauna Kea. Questa fu segnata da un periodo di pace e di espansione culturale perdurato dal XII secolo alla fine del XVII secolo. Le terre venivano suddivise in gruppi di appezzamenti (ahupua'a), al fine di soddisfare i bisogni immediati della popolazione e per consentire una gestione responsabile dell'isola. Le ahupua'a avevano generalmente la forma di lunghe strisce di terra orientate e si sviluppavano dalle cime verso la costa. La vetta del Mauna Kea rientrava nell'ahupuaʻa di Kaʻole e parte del suo versante orientale è compreso in quello di Humuʻula. Le principali risorse alimentari degli hawaiani che vivevano nell'entroterra erano costituite dalla foresta superiore di māmane-naio. Tra gli uccelli selvatici si cacciavano la procellaria delle Hawaii (Pterodroma sandwichensis, l'oca delle Hawaii (Branta sandvicensis, localmente detta nēnē) e il crociere hawaiano (Loxioides bailleui, localmente detta palila). La foresta decidua di koa-ʻōhiʻa forniva ai nativi legno per le canoe e delle piume a scopo ornamentale.
Prima della colonizzazione, gli indigeni che si arrampicavano verso la parte alta del Mauna Kea si orientavano probabilmente seguendo il rilievo e l'idrografia più che dei sentieri in senso moderno, di cui non sopravvive alcuna traccia. È possibile che la motivazione delle loro scalate riguardasse il raggiungimento di santuari familiari situati su quote più alte. Gli studiosi contemporanei sostengono che le prime ascensioni alla vetta avvennero in quel momento, malgrado questi avvenimenti non possano essere provati. A dispetto di quanto appena detto, furono comunque pochissimi i nativi che raggiunsero effettivamente la cima, specie per via della kapu, un'arcaica legge hawaiana che limitava l'accesso per non violare la sacralità del luogo.

### Dall'arrivo degli occidentali al XXI secolo

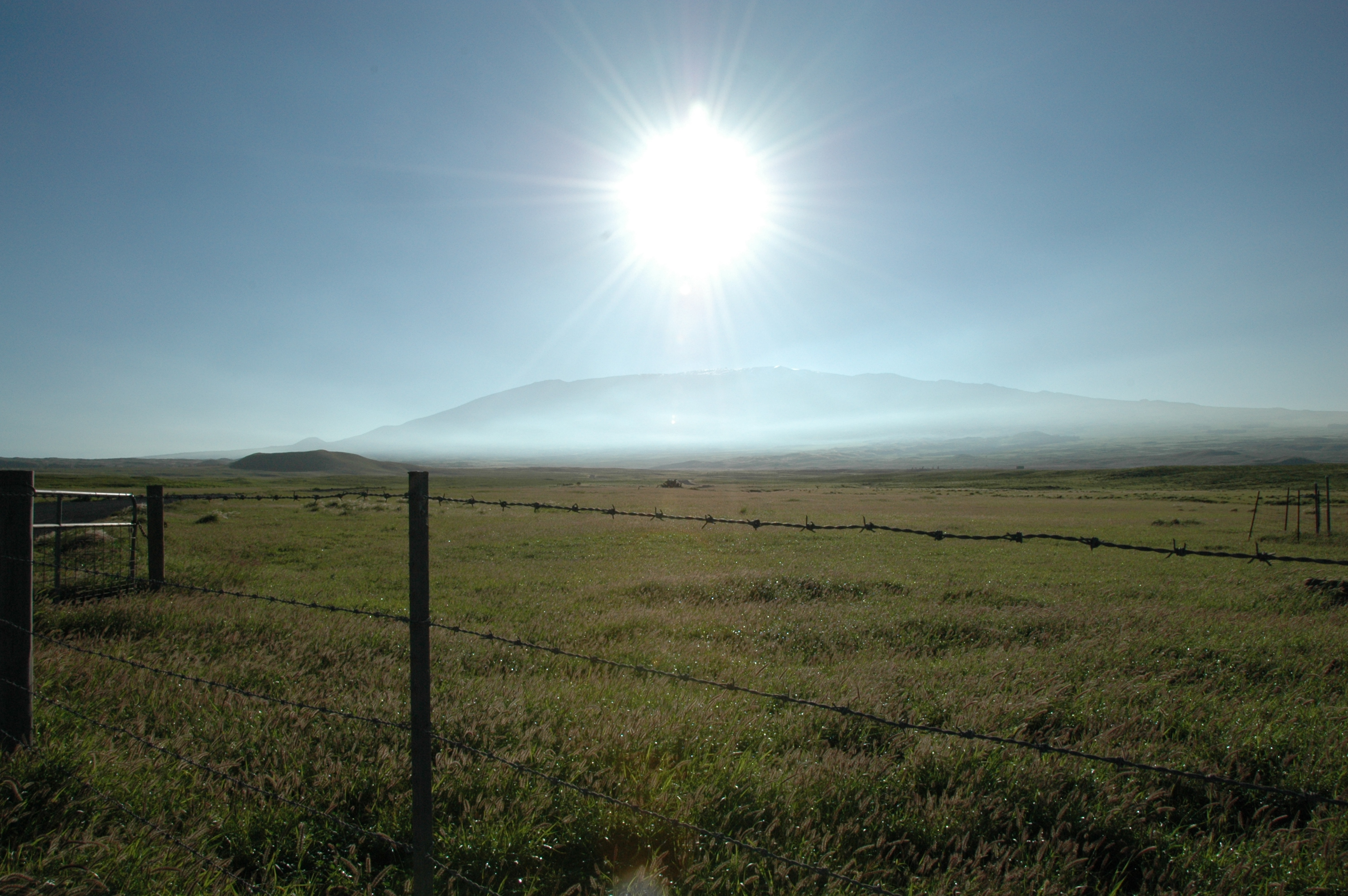
La zona di pastura del Parker Ranch

Il primo occidentale a sbarcare sull'isola di Hawaii fu l'esploratore e navigatore inglese James Cook nel 1778. Le prime descrizioni dell'area, inclusa quella del Mauna Kea, furono compiute dagli esploratori alla fine del XVIII secolo e all'inizio dell'Ottocento. Lo scontro di civiltà ebbe conseguenze importanti per i nativi, in quanto gli hawaiani furono funestati dall'arrivo di nuove malattie, dalla conversione delle città portuali di Hilo, Kealakekua e Kailua in snodi commerciali e dalla chiusura delle cave dopo la comparsa di utensili in metallo.
Nel 1793, del bestiame fu offerto da George Vancouver al re Kamehameha I. Pochi decenni dopo, gli animali domestici avrebbero invaso in maniera incontrollata l'isola, causando già all'epoca danni significativi all'ecosistema. Nel 1809, John Palmer Parker, un cittadino benestante del Massachusetts, arrivò sull'isola e strinse amicizia con il re, il quale poi gli affidò la gestione del bestiame. Dopo l'assegnazione di nuove terre nel 1845, egli fondò il ranch Parker sul versante settentrionale del Mauna Kea, che è tuttora ancora esistente. I coloni bruciarono e disboscarono gran parte della foresta vergine per sostituirla con piantagioni di canna di zucchero e per costruirvi delle abitazioni.
La prima ascensione documentata risale al 26 agosto 1823 e fu compiuta da Joseph F. Goodrich, un missionario statunitense che per raggiungere la vetta impiegò meno di 24 ore. Tuttavia, nei suoi scritti riferì di essersi imbattuto in un piccolo mucchio di pietre posizionate in maniera troppo insolita per essere una collocazione naturale, circostanza che lascia intuire come non fu il primo essere umano a raggiungere la cima del vulcano. Il missionario colse l'occasione per identificare quattro diversi ecosistemi ai piedi della montagna e scoprì anche il lago Waiʻau. Il 17 giugno 1825, dopo essere sbarcati dalla HMS Blonde, i membri di una spedizione guidata dal botanico James Macrae raggiunsero nuovamente la sommità. Lo studioso fu il primo a identificare l'Argyroxiphium sandwicense subsp. sandwicense, affermando a tal proposito:
(James Macrae)

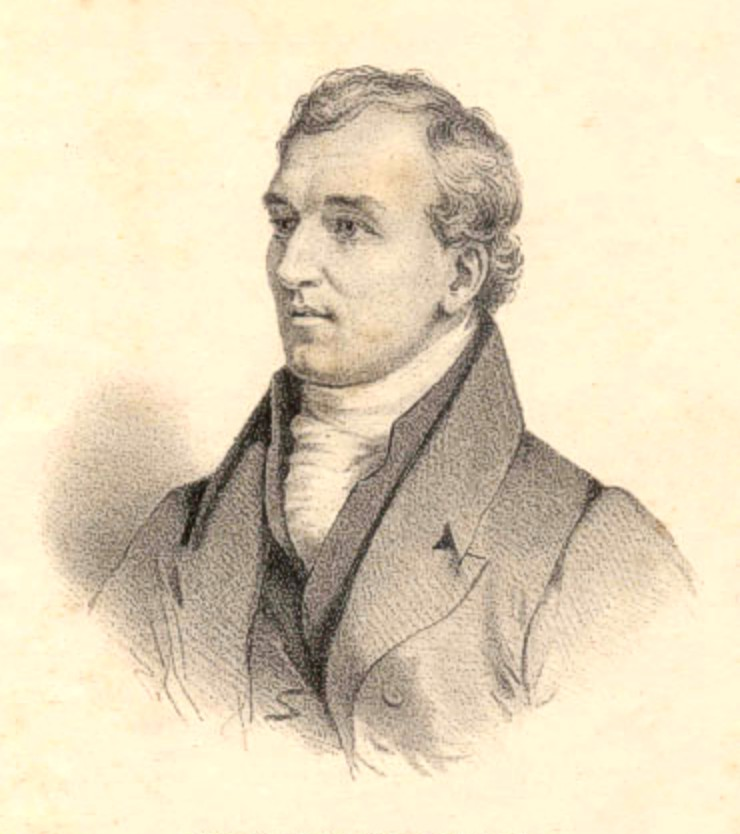
Ritratto di David Douglas 1834 circa, morto presso il Mauna Kea nello stesso anno

Nel gennaio del 1834, il botanico americano di origine scozzese David Douglas scalò la montagna e descrisse la disposizione delle specie vegetali in base all'altitudine. Pur avendo pianificato di compiere una seconda salita, che intraprese nel luglio del 1834, egli non la portò mai a termine, in quanto fu trovato morto in una fossa destinata a catturare il bestiame tornato allo stato brado. Sebbene all'inizio si fosse ipotizzato un omicidio, alla fine ci si convinse che la morte fosse probabilmente avvenuta in maniera accidentale. Il sito, chiamato Ka lua kauka, è caratterizzato dalla presenza di una specie di abete (Pseudotsuga) a cui è stato assegnato il suo nome. Nel 1881, la regina Emma, moglie di Kamehameha IV, si recò al lago Waiʻau per fare il bagno lì mentre era in corso una contesa per il ruolo di sovrano in carica del Regno delle Hawaii. Il 6 agosto 1889, E. D. Baldwin realizzò delle mulattiere da Hilo fino alla vetta, trasformatesi gradualmente in termini di percorsi e divenute infine, nel corso del Novecento, dei veri e propri sentieri percorribili a cavallo. L'accesso motorizzato alla vetta rimase pressoché impraticabile; la costruzione di una strada transitabile nel 1964 non cambiò la situazione, poiché il suo utilizzo continuò a essere limitato.
La Saddle Road (letteralmente "strada della sella"), così chiamata perché attraversa l'altopiano tra il Mauna Loa e il Mauna Kea, fu completata nel 1943 e facilita ancora oggi notevolmente l'accesso a quest'ultimo. L'area di addestramento di Pōhakuloa, sull'altopiano, è il più grande campo militare situato sulle Hawaii. Questa base si estende per 445 km² dalla zona pedemontana del vulcano fino a un'altezza sul livello del mare di 2 070 metri; questo terreno demaniale fu affittato dall'esercito degli Stati Uniti nel 1956.
Il Mauna Kea fu sede di grandi ricerche archeologiche sin dagli anni 1980. Nel giro di vent'anni, è stato portato alla luce circa il 27% della riserva scientifica degli osservatori di Mauna Kea, scoprendo 76 santuari, quattro forge per la realizzazione di asce, tre terminali e cinque luoghi di sepoltura, di cui uno accertato. Nel 2009 il numero di siti archeologici è più che raddoppiato, arrivando a 223 grazie al proseguimento delle ricerche sul vulcano. Secondo alcune ipotesi, i santuari, disposti intorno alla vetta in modo circolare secondo quello che potrebbe essere un antico piano nivale, sarebbero indicatori del passaggio alla parte sacra della montagna. D'altra parte, nonostante le numerose testimonianze di sepolture nella tradizione orale hawaiana, sono stati identificati pochi siti. L'assenza di santuari o altri manufatti sulla maggior parte dei coni vulcanici potrebbe lasciare intendere che fossero riservati ai riti di sepoltura.

## Attività vulcanica

### Ciclo eruttivo

Mappa stratigrafica dell'isola di Hawaii

La nascita del Mauna Kea risale a circa un milione di anni fa; il vulcano si dimostrò straordinariamente attivo durante la fase durata fino a 500 000 anni fa in cui era a scudo. Le lave emesse erano di natura tholeiitica, risultanti da una miscela di magma primario e dalla subduzione della crosta oceanica. Questi fattori contribuirono alla creazione dell'enorme volume del vulcano, allo stesso modo del Mauna Loa. A quel tempo, il suo aspetto doveva essere molto simile a quello del suo attuale vicino con pendenze molto regolari e una grande caldera sommitale.

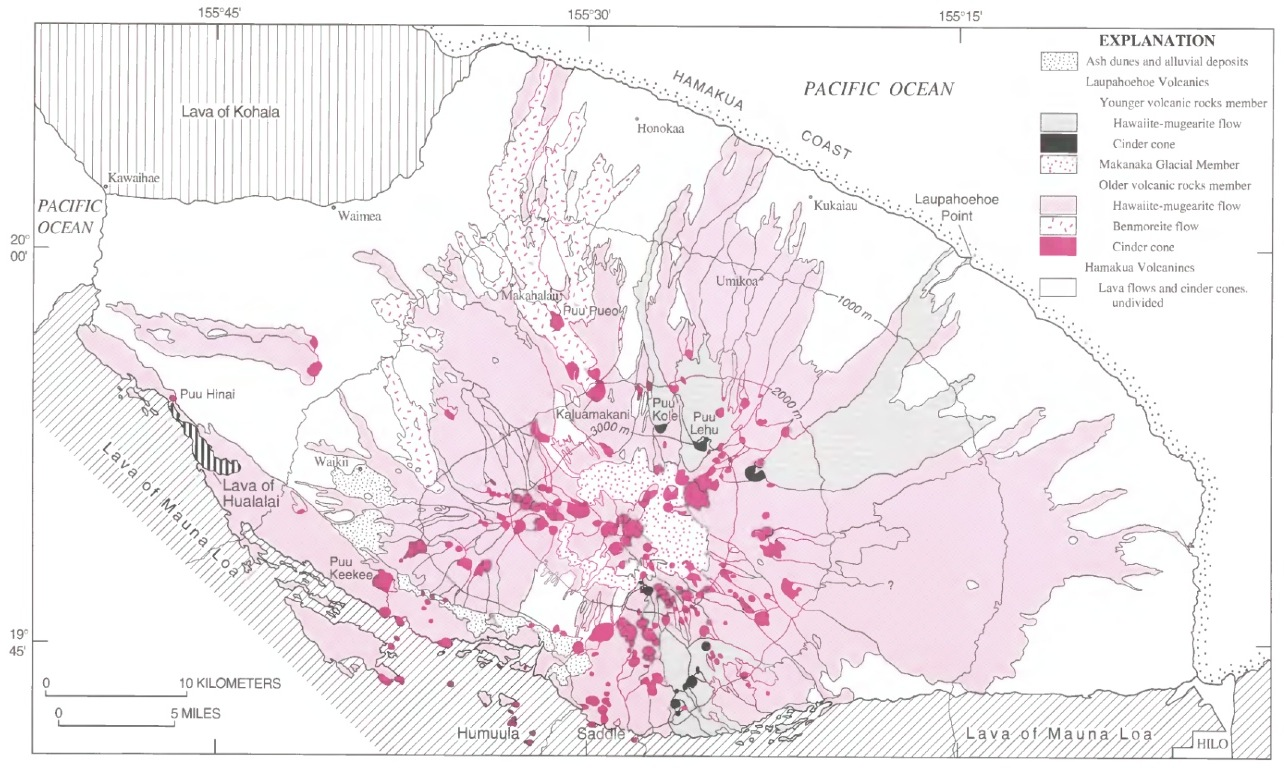
Mappa stratigrafica del Mauna Kea

Il Mauna Kea entrò in seguito nella "fase post-scudo" della sua evoluzione vulcanica tra 250 000 e 200 000 anni fa. Le lave assunsero una natura basaltica e alcalina fino a 70 000-65 000 anni fa e costituiscono il più antico strato attualmente esposto, la cui serie è chiamata «Hāmākua». Le rocce più recenti, appartenenti alla fase Laupāhoehoe, si riversarono nell'atmosfera tra 65 000 e 4 000 anni fa. Si trattava di hawaiiti e mugeariti, le quali accompagnarono la lenta diminuzione della percentuale di magma solidificato riscontrabile a ridosso della sommità. Le eruzioni assunsero una portata sempre minore e si fecero costantemente meno frequenti. Allo stesso tempo, le lave divennero più viscose e le colate dense aumentarono notevolmente in termini di spessore; le esplosioni si fecero più violente e favorirono la costituzione di coni vulcanici. Questi fenomeni coincisero con gli ultimi segni di attività del complesso del Mauna Kea, la cui vetta è ora dominata da duomi e coni fino a un chilometro e mezzo circa di diametro e diverse centinaia di metri di altezza. I più recenti si formarono tra 9 000 e 4 500 anni fa sui depositi glaciali, anche se un'ultima eruzione potrebbe essere avvenuta 3 600 anni fa. Dopo diverse centinaia di migliaia di anni di lenta crescita sotto l'azione dell'attività vulcanica, l'altitudine della montagna sta ora diminuendo lentamente, con il suo grande peso che deforma il fondale oceanico sottostante dell'Oceano Pacifico. Gli scienziati ritengono che, durante il ciclo eruttivo più recente, il Mauna Kea abbia riversato nell'atmosfera 25 km³ di lava, con una media stimata di 0,0004 km³ annui. Il vulcano è attualmente considerato dormiente dai geologi.

### Prevenzione

Mappa delle aree a rischio vulcanico. L'areale del Mauna Kea occupa il 22,8% della superficie dell'isola.

Sebbene l'ultima eruzione del Mauna Kea risalga a diversi millenni fa, non si può escludere che il vulcano si risvegli di nuovo in futuro. Tuttavia, rappresenta una minaccia relativamente contenuta per la popolazione, soprattutto perché sono stati messi in atto meccanismi di allerta per consentire l'evacuazione in tempo. L'area sommitale, di cui il 20% della superficie è ricoperto da colate laviche di meno di 10 000 anni, ha un livello di rischio di 3 su 9, mentre il resto del vulcano ha un livello di 2 su 9, e solo il Kohala, ritenuto estinto, ha un livello 1. In situazione di emergenza, i telescopi in alto risulterebbero i primi a rilevare lievi deformazioni prodotte dal rigonfiamento del vulcano, fungendo da tiltmetri ad alto costo. Sulla base delle ultime eruzioni, un tale evento potrebbe verificarsi ovunque nella parte superiore del vulcano e probabilmente riverserebbe grandi colate laviche, principalmente di tipo AA, fino a 15–25 km di distanza. Un periodo prolungato di attività potrebbe produrre un cono vulcanico alle sue pendici. Una tale eruzione sarebbe senza dubbio poco disastrosa in termini di perdite umane, ma causerebbe danni significativi alle infrastrutture.

## Gestione e infrastrutture

### Percorsi di ascensione e turismo

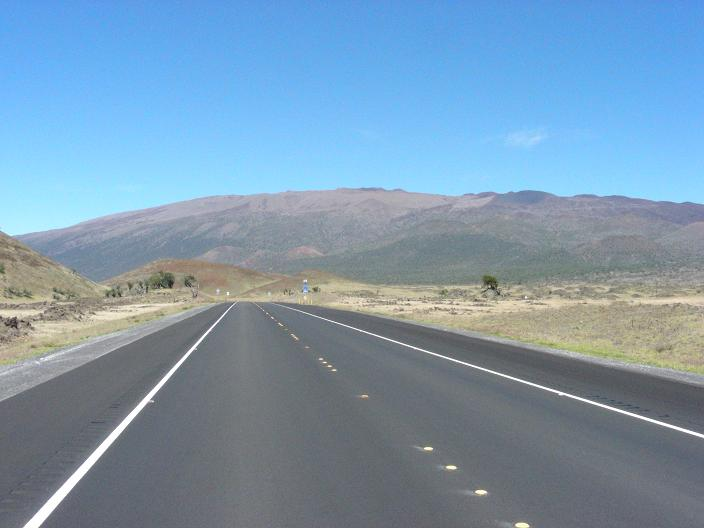
Il Mauna Kea visto dalla Saddle Road

L'elevazione e la pendenza del Mauna Kea consentono una visuale migliore e una salita più rapida rispetto al Mauna Loa. Allo stesso tempo, i rischi di mal di montagna acuto, il clima mutevole o il pericolo di scivolamento restano elevati e rendono rischioso l'accesso alla vetta. Circa un terzo dei turisti e due terzi degli astronomi professionisti hanno manifestato sintomi legati all'alta quota. È consigliabile una sosta di almeno mezz'ora durante la salita per acclimatarsi. Fino alla costruzione delle strade nel mezzo del XX secolo, solo pochi temerari si avventuravano sulla parte alta della montagna, sfruttando i rifugi in pietra costruiti dal Civilian Conservation Corps negli anni trenta del Novecento come campo base. È sulle loro rovine che è stato costruito il Centro Onizuka per l'astronomia internazionale (Onizuka Center for International Astronomy). La prima via di accesso alla vetta fu tracciata nel 1964; questa strada parte dalla Saddle Road, vicino a Puʻu Huluhulu. È asfaltata fino al centro di Onizuka, a 2 804 metri sul livello del mare. Per completare la salita lungo il sentiero, il quale corre lungo il bordo orientale della Riserva Naturale Statale dell'Era Glaciale di Mauna Kea, è necessario un veicolo fuoristrada. I freni possono surriscaldarsi durante la discesa, mentre ad alcune categorie di persone si sconsiglia la salita (donne incinte, minori di 16 anni, ecc.). La Mana Road costeggia invece il Mauna Kea da nord.
Esistono molti percorsi escursionistici che conducono alla vetta, con vari gradi di manutenzione. Il Mauna Kea Trail (letteralmente il "Sentiero del Mauna Kea") è considerato il più accessibile: inizia al centro Onizuka, è lungo dieci chilometri e segue all'incirca la Summit Access Road, oltre a essere delimitato da pali di metallo ogni 150 metri. Il cammino attraversa del ghiaione tra 3 000 e 3 350 m s.l.m. e poi vecchie colate laviche di tipo AA fino a 3 900 metri, prima di dividersi in due a 4 000 metri di quota. Di questi due rami, uno conduce al lago Waiʻau, mentre l'altro sale in cima. Durante il 2007, più di 100 000 escursionisti e 32 000 veicoli visitarono il Centro informazioni di Onizuka. Tra 5 000 e 6 000 persone raggiungono la vetta ogni anno e, allo scopo di garantire la loro sicurezza e proteggere la montagna, i ranger stilarono un programma specifico nel 2001.
Pur non essendoci delle piste progettate dall'uomo, è possibile sciare sul Mauna Kea a gennaio e febbraio. I venti costituiscono un pericolo in alta quota, considerando che possono raggiungere gli 80–110 km/h, ma ciononostante gli sci restano comunque uno sport popolare per il popolo hawaiano. La località prediletta è Poi Bowl, a est dell'Osservatorio submillimetrico del Caltech, dove si svolgono anche delle competizioni. La più famosa si tiene una o due volte l'anno, a seconda delle condizioni meteorologiche del momento.
L'isola di Hawaii conta oltre 3 000 cacciatori con una propria licenza registrati e il Mauna Kea è una popolare destinazione per gli appassionati di caccia. Questa pratica è permessa nel rispetto delle norme, le quali prevedono inoltre la realizzazione di un piano che supervisioni il numero di specie alloctone come maiali, pecore, capre, tacchini, fagiani o quaglie. La caccia agli ungulati resta invece consentita tutto l'anno. La Mauna Kea State Recreation Area funge da campo base per i cacciatori. Il birdwatching è un'attività comune sia per gli appassionati di ornitologia che non anche a bassa quota. Il Kīpuka Puʻu Huluhulu si presta bene all'osservazione di uccelli ed è situato su un pendio del vulcano in cui è presente una sezione di foresta non danneggiata da colate laviche. In precedenza, ogni sera dalle 18:00 alle 22:00, il Centro dei visitatori organizzava un programma gratuito di osservazione delle stelle, che è stato annullato a causa delle restrizioni imposte dalla pandemia di COVID-19 e dal cambiamento degli orari di attività e di chiusura.

### Osservatori astronomici

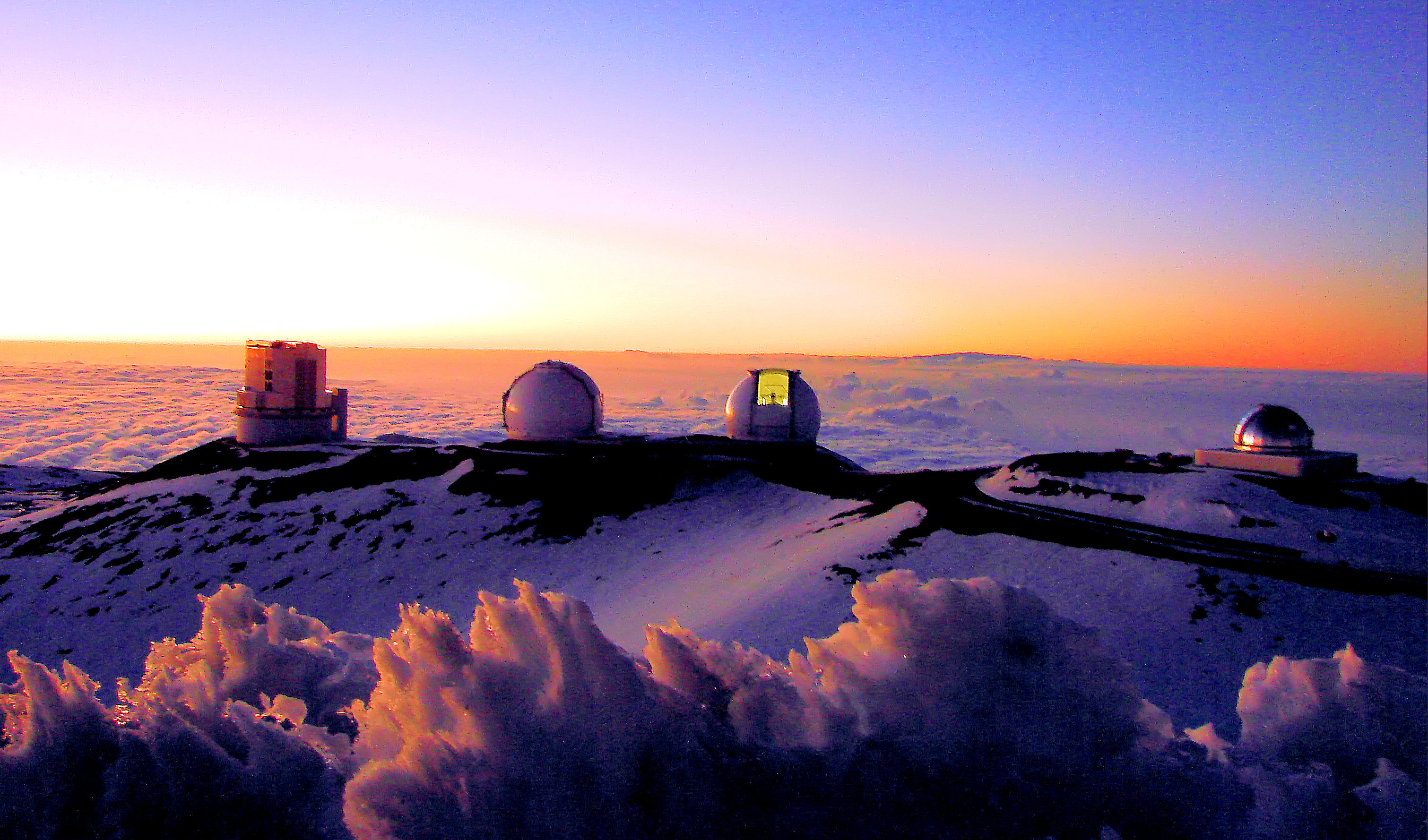
Quattro dei telescopi del complesso visti durante il crepuscolo; da sinistra a destra: Subaru, Keck I e II e la Infrared Telescope Facility

La sommità del Mauna Kea rappresenta uno dei migliori siti al mondo per l'osservazione astronomica, in quanto è «alta, arida, scura e priva di inquinamento», trovandosi al di sopra della linea di inversione termica, delle nuvole ed essendo lontana dall'inquinamento luminoso. Inoltre, l'atmosfera sopra il vulcano è estremamente secca, una necessità imprescindibile per l'osservazione astronomica submillimetrica e dell'infrarosso; ciò evita l'assorbimento della radiazione da parte del vapore acqueo nella maggior parte di questo spettro elettromagnetico. Inoltre, l'assenza di turbolenze garantisce una delle migliori visibilità del cielo al mondo. Il livello di oscurità consente l'osservazione di oggetti celesti che non sono molto luminosi. Questi fattori hanno storicamente svolto un ruolo importante nello sviluppo dell'astronomia amatoriale al Mauna Kea.
Negli anni 1950, a causa dell'inaccessibilità stradale del Mauna Kea oltre i 3 700 m di quota, le osservazioni solari venivano condotte presso l'Haleakalā, sull'isola di Maui. All'inizio degli anni 1960, la Camera di commercio dell'isola di Hawaii (Hawaii Island Chamber of Commerce) iniziò a incoraggiare sul settore astronomico presso il Mauna Kea tramite dei finanziamenti pubblici. Quest'iniziativa coincise con la ricerca condotta dall'astronomo Gerard Kuiper dell'Università dell'Arizona per trovare un sito in cui utilizzare la nuova classe di rivelatori a infrarossi; a tal proposito, nel 1964, la sua assistente, Alika Herring, confermò la notevole idoneità della vetta. Ben presto nacque una competizione serrata tra Kuiper, l'Università di Harvard e quella delle Hawaii, che fino a quel momento avevano avuto esperienza solo nell'osservazione solare, per poter beneficiare delle sovvenzioni della NASA per la costruzione di un grande telescopio. Questa lizza terminò infine con l'assegnazione di fondi alla proposta dei «principianti» dell'Università delle Hawaii. Questi ultimi ristrutturarono il loro piccolo dipartimento di astronomia per dare vita all'Istituto di Astronomia (Institute for Astronomy) e, nel 1968, al Dipartimento delle Hawaii per il Territorio e le Risorse Naturali (Hawaii Department of Land and Natural Resources); inoltre, fu concesso a questi enti un contratto di locazione dalla durata di 65 anni su tutti i terreni entro un perimetro di 8 km di diametro attorno al telescopio che sarebbe stato costruito, perlopiù al di sopra di 3 500 metri di quota. Quando fu completato nel 1970, l'UH88, con il suo specchio dal diametro di 2,2 m (88 pollici), era il settimo telescopio ottico/infrarosso più grande del mondo.
Altri gruppi iniziarono a richiedere locazioni secondarie sulla nuova cima accessibile della montagna. Alla fine del 1970, due ulteriori telescopi da 0,6 metri furono costruiti dall'aeronautica militare statunitense e dall'osservatorio Lowell. Nel 1973, Canada e Francia firmarono un accordo per la costruzione del Canada-France-Hawaii Telescope con un telescopio con uno specchio di diametro di 3,58 metri.
Con il passare del tempo, le associazioni locali iniziarono a preoccuparsi dell'impatto ambientale generato dagli osservatori. Ciò spinse il Dipartimento delle Hawaii per il Territorio e le Risorse Naturali a preparare un primo piano di gestione dell'area, redatto nel 1977 e completato nel 1980. Nel gennaio del 1982, il Board of Regents dell'Università delle Hawaii approvò una tabella di marcia per supportare il continuo sviluppo delle strutture scientifiche presso il sito. Nel 1998, 8,23 km² passarono dalla zona prima riservata agli osservatori alla Riserva naturale statale dell'era glaciale del Mauna Kea. Nel 2000 fu adottata una nuova tabella di marcia, destinata a essere utilizzata fino al 2020. Essa istituiva un Ufficio di gestione del Mauna Kea (Office of Mauna Kea Management), designando altresì 2,12 km² per l'astronomia e convertendo i restanti 43,56 in una zona di «conservazione naturale e culturale». Questo piano andò successivamente rivisto in risposta alla preoccupazione espressa dalla comunità hawaiana per la mancanza di rispetto mostrata, a loro avviso, nei confronti del valore culturale della montagna.

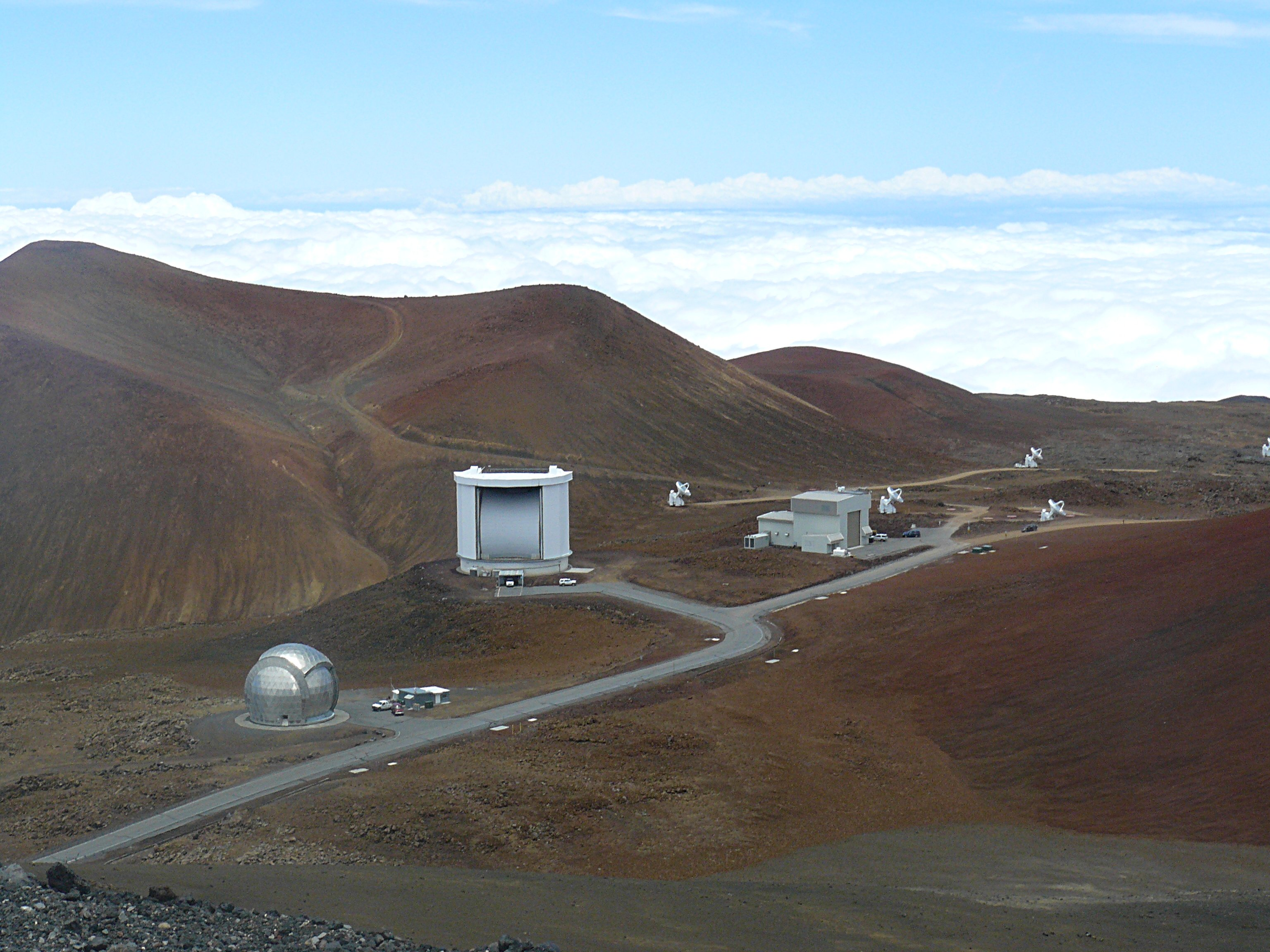
Il Puʻu Poliʻahu, uno dei coni vulcanici del Mauna Kea. Ai suoi piedi, il CSO, il JCMT, un edificio e quattro antenne della SMA.

Nel 2010, la riserva scientifica del Mauna Kea contava tredici strutture dedicate all'osservazione e condivise da undici nazioni. Nove telescopi lavorano nello spettro visibile e in quello infrarosso, inclusi Gemini North e Subaru, tre nella gamma submillimetrica e uno nella gamma radio appartenente alla rete del Very Long Baseline Array, con specchi o parabole da 0,9 a 25 metri di diametro. Per fare un confronto, il telescopio spaziale Hubble ha uno specchio di 2,4 metri simile all'UH88, ora il secondo più piccolo del complesso.
All'inizio del 2000, i movimenti composti da cittadini hawaiani che volevano preservare la maggiore integrità possibile del Mauna Kea e da ambientalisti vantavano ormai numerosi sostenitori. Su loro spinta, il permesso necessario per realizzare un ampliamento multitelescopico dell'Osservatorio W.M. Keck, per il quale si richiedeva un nuovo sito di costruzione, fu respinto nel 2006. L'ipotesi di installare nuovi telescopi, tra cui il Pan-STARRS e l'enorme Thirty Meter Telescope (TMT), ha a sua volta generato polemiche a causa del possibile impatto culturale ed ecologico. Il progetto finalizzato alla realizzazione del TMT fu approvato nell'aprile 2013. Nell'ottobre del 2014, la cerimonia di inaugurazione del telescopio venne interrotta da alcuni manifestanti, con il risultato che si decise di bloccare temporaneamente i lavori. Alla fine di marzo 2015, i manifestanti bloccarono nuovamente l'accesso alla strada per la vetta. Il 2 aprile 2015, 300 manifestanti si riunirono vicino al centro visitatori quando dodici persone vennero arrestate e altre undici furono ammanettate proprio nel corso degli ulteriori tafferugli che ne seguirono. le preoccupazioni dei gruppi di protesta riguardavano anche la valutazione catastale dei terreni e la scarsa consultazione dei nativi hawaiani nell'iter decisionale. La costruzione fu interrotta il 7 aprile 2015, dopo che le proteste si erano estese a tutto lo Stato delle Hawaii. A seguito di una nuova ondata di arresti, il progetto fu ulteriormente rinviato e il governatore David Ige annunciò cambiamenti sostanziali nella gestione del Mauna Kea in futuro, dichiarando però al contempo che il progetto avrebbe dovuto andare avanti. Il 31 ottobre 2018, dopo che già un anno prima era stata ventilata l'ipotesi di realizzare la struttura ma nel rispetto di vincoli stringenti, la Corte Suprema delle Hawaii approvò la ripresa della costruzione. I manifestanti pubblicarono delle petizioni online come reazione contro la costruzione del grande telescopio: quella intitolata "Stop immediato alla costruzione del telescopio TMT" (The Immediate Halt to the Construction of the TMT Telescope) venne pubblicata su Change.org il 14 luglio 2019 e superò le 278 000 firme in tutto il mondo. Alcuni manifestanti chiesero altresì l'impeachment del governatore delle Hawaii David Ige a causa del suo sostegno al Thirty Meter Telescope. Il 18 luglio 2019, una petizione online intitolata "Impeach Governor David Ige" uscì su Change.org e raccolse oltre 62 000 firme.
Alle porte del 2022, i piani di costruzione apparivano sospesi sia a causa degli effetti della pandemia di COVID-19 sia per via di un cambiamento nei finanziamenti per il progetto, il quale potrebbe beneficiare di fondi federali resi disponibili attraverso la National Science Foundation. La controversia sulla costruzione del telescopio di trenta metri resta tuttora aperta. Un paio di sondaggi indipendenti commissionati da organizzazioni mediatiche locali dimostra un consistente sostegno al progetto nelle isole, con oltre due terzi dei residenti locali a favore del progetto. Questi stessi sondaggi indicano che il sostegno della comunità dei nativi hawaiani rimane diviso, con circa la metà degli intervistati hawaiani a favore della costruzione del nuovo telescopio.
Una legge statale del luglio 2022 ha rimosso il controllo sull'affitto del terreno all'Università delle Hawaii, prima concesso in maniera esclusiva. Dopo un periodo di transizione congiunto dal 2023 al 2028, il controllo passerà alla nuova Mauna Kea Stewardship and Oversight Authority, che includerà rappresentanti dell'Università, degli astronomi e dei nativi hawaiani.

### Tutela ambientale

Mappa delle aree naturali protette dell'isola di Hawaii

La Riserva Naturale Statale dell'Era Glaciale di Mauna Kea (Mauna Kea Ice Age Natural Area Reserve) è stata istituita nel 1981 per proteggere 15,76 km² appena a sud della vetta. Ospita una flora molto scarsa in un ambiente brullo perlopiù composto da coni e rocce vulcaniche esposte a forti venti, con la sola eccezione del lago Waiʻau, che stona con il paesaggio circostante. La zona costituisce un rifugio sicuro per la procellaria delle Hawaii (Pterodroma sandwichensis, localmente detto ʻuaʻu), che è minacciata, ed è un territorio caro agli ornitologi per lo studio del già citato artropode Nysius wekiuicola (localmente detto wēkiu). La Riserva Naturale Statale Laupāhoehoe è stata istituita nel 1983 su 31,97 km² sul versante nord-orientale e protegge una foresta di koa-ʻōhiʻa.
L'Hakalau Forest National Wildlife Refuge è un'importante riserva forestale di koa sul versante sopravento del Mauna Kea. Fondata nel 1985, copre 132,47 km² e al suo interno sono state avvistate otto specie di uccelli in via di estinzione, dodici di piante e il pipistrello canuto delle Hawaii (Lasiurus cinereus semotus, localmente detto ʻōpeʻapeʻa), oltre a molti altri esseri viventi rari. La riserva è stata oggetto di un'ampia campagna di rimboschimento dal 1989. Alcuni appezzamenti mostrano ancora gli effetti dell'agricoltura sull'ecosistema originario, mentre il grosso della parte superiore della riserva è costituita da terreni agricoli abbandonati.

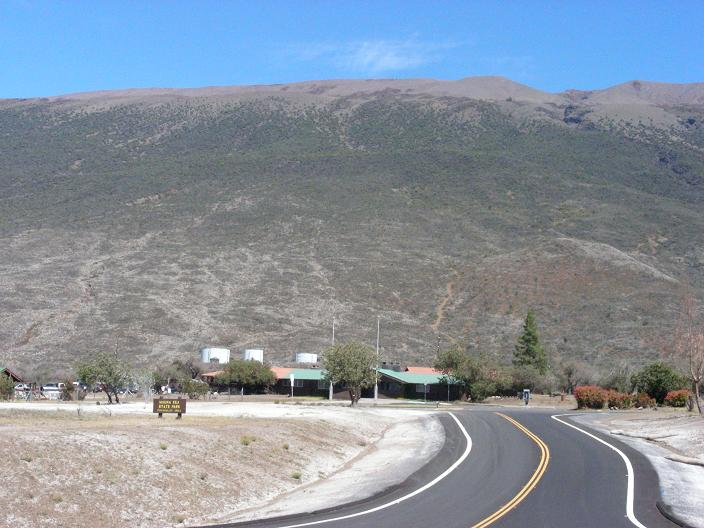
L'ingresso della Mauna Kea State Recreation Area con il Mauna Kea sullo sfondo

Il Wailuku Silversword Sanctuary è un santuario della fauna selvatica situato a est della vetta e si estende per circa 50 m²; esso è destinato a proteggere soprattutto le specie di Argyroxiphium sandwicense subsp. sandwicense presenti.
La riserva naturale della foresta di Mauna Kea occupa 212 km² della "māmane-naio" sotto la giurisdizione del Dipartimento del Territorio e delle Risorse Naturali. Le altre riserve naturali forestali si chiamano Hilo Watershed, Hilo, Manowaialee e Hāmākua.
Una piccola porzione della Riserva naturale della foresta di Mauna Kea è inclusa nella Mauna Kea State Recreation Area, che si estende per 83 000 m². Gli altri tre parchi statali si affacciano sulla costa di Hāmākua, un'area accidentata nota per via dei frequenti crolli e delle frane. Il Kalōpā Native Forest State Park and Recreation Area, vasto 405 000 m², si sviluppa a nord del vulcano, mentre il Wailuku River State Park si estende su 66 000 m² e l'ʻAkaka Falls State Park copre 265 000 m² a est.

## Cultura

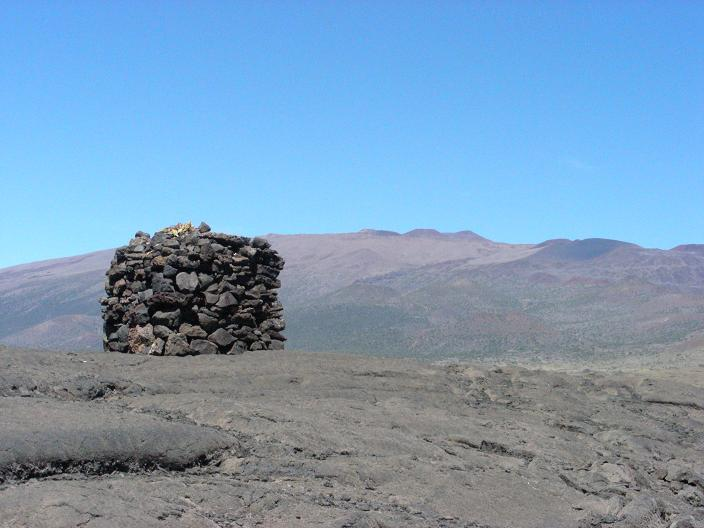
Veduta di una struttura in pietra denominata Ahu, costruita alla fine degli anni 1990, a lato della strada che passa tra il Mauna Loa e il Mauna Kea (sullo sfondo). Fu eretta nel giorno del solstizio d'inverno, allo stesso modo dell'altare chiamato Lele situato attualmente presso la vetta del Mauna Kea.

Le cime dei cinque principali vulcani dell'isola di Hawaii sono venerate come montagne sacre. Quella del Mauna Kea, trattandosi della cima più alta, ha un valore sacrale ancora maggiore rispetto alle altre. Per questo motivo, il kapu, vale a dire una regola consuetudinaria hawaiana molto antica, consentiva l'accesso alla cima per poco tempo ed esclusivamente per i capitribù. Gli hawaiani associano degli elementi del loro ambiente naturale alle divinità. Nella loro mitologia, il dio del cielo Wākea sposò la dea madre e della Terra Pāpā, dando origine alle isole delle Hawaii. In molti dei miti genealogici, il Mauna Kea è raffigurato come il primogenito della coppia. La vetta è considerata la «regione degli dei», un luogo dove risiedono gli spiriti benevoli. Si ritiene che Poliʻahu, la dea della neve, abiti queste zone.
Il vulcano è al centro di diversi canti folkloristici in lingua hawaiana, divenuti noti nel Novecento grazie alla voce di vari artisti: è il caso di O Kalakaua, Na Kuahiwi ʻElima e Kawaihae di Helen Desha Beamer, Kaulana o Hilo Hanakahi di Lena Machado, Hanohano No ʻO Hawaiʻi di Alice Namakelua, He uwe kanikau aloha di L. Panioikawai, Na Moku ʻeha (letteralmente "Le quattro isole") di J. Kealoha e Maunakea, il cui autore originale è sconosciuto. Questi canti generalmente esaltano la bellezza della montagna o si riferiscono alle condizioni climatiche che vi prevalgono.
Il vulcano è stato oggetto di una canzone intitolata Mauna Kea pubblicata nel 2008 nell'album Monuments del gruppo statunitense heavy metal This or the Apocalypse. Il testo inizia nella seguente maniera:
La montagna è uno dei luoghi in cui si svolge la parte Sloosha Crossing e tutto il resto del romanzo L'atlante delle nuvole di David Mitchell.